# Personnalités de Nouvelle-Calédonie
L'article sur les Personnalités de Nouvelle-Calédonie est une liste des personnages ayant ou ayant eu une importance politique, culturelle, économique, sportive ou sociale en Nouvelle-Calédonie.

## Les représentants du pouvoir métropolitain
Cette liste est ici non exhaustive, ne sont recensés que certains commandants, gouverneurs ou hauts-commissaires. 

### Exemples de commandants pour la Nouvelle-Calédonie (1853-1860)
- Auguste Febvrier Despointes (1796-1855) : 1853-1854, qui prend possession de la Nouvelle-Calédonie pour la France,
- Louis-Marie-François Tardy de Montravel (1811-1864) : 1854, qui fonde Port-de-France (future Nouméa),
- Eugène du Bouzet (1805-1867) : 1855-1858, qui organise la venue et l'installation de premiers colons.

### Exemples de gouverneurs coloniaux (1860-1946)
- Charles Guillain (1808-1875) : 1862-1870, qui organise la colonisation pénale et la « politique indigène »,
- Jean Olry (1832-1890) : 1878-1880, qui organise la répression de la Grande révolte kanak d'Ataï de 1878,
- Paul Feillet (1857-1903) : 1894-1903, qui met fin à la transportation et à la déportation pénale vers le bagne et organise la plus vaste vague de colonisation libre en Nouvelle-Calédonie (« colons Feillet »),
- Jules Repiquet (1874-1960) : 1914-1923, qui organise la participation de la Nouvelle-Calédonie à la Première Guerre mondiale et la répression de la révolte kanak de 1917,
- Joseph Guyon (1870-1942) : 1925-1932, qui organise une « nouvelle politique indigène » visant à « assimiler » les Mélanésiens,
- Henri Sautot (1885-1963) : 1940-1942, qui dirige l'archipel après son ralliement à la France Libre,
- Georges Thierry d'Argenlieu (1889-1964) : 1941-1944, qui permet l'utilisation de la Nouvelle-Calédonie comme base arrière pour l'armée américaine durant la Seconde Guerre mondiale.

### Exemples de gouverneurs du territoire d'outre-mer (1946-1981)
- Aimé Grimald (1903-2000) : 1956-1958, qui organise la mise en place de la loi-cadre Defferre,
- Laurent Péchoux (1904-2000) : 1958-1963, qui opère une centralisation et gère la limitation de l'autonomie néo-calédonienne voulue par le gouvernement central,
- Gabriel Ériau (né en 1914) : 1974-1978, qui met en place un nouveau statut d'autonomie.

### Hauts-commissaires (depuis 1981)
- Christian Nucci (né en 1939) : 1981-1982, le premier élu métropolitain à occuper cette fonction,
- Jacques Roynette (né en 1936) : 1982-1984, qui doit faire face à la montée de la violence entre partisans et opposants de l'indépendance,
- Edgard Pisani (1918-2016) : 1984-1985, qui fait face au début des « Événements » et propose un projet d'indépendance-association rejeté par les deux parties,
- Fernand Wibaux (1921-2013) : 1985-1986, qui met en place le statut Fabius-Pisani préparant l'autodétermination de la Nouvelle-Calédonie,
- Jean Montpezat (né en 1937) : 1986-1987, qui met en place le statut Pons I et organise le référendum d'autodétermination de 1987,
- Clément Bouhin (né en 1926) : 1987-1988, qui met en place le statut Pons II et doit faire face à la prise d'otages d'Ouvéa,
- Bernard Grasset (né en 1933) : 1988-1991, qui met en place le statut transitoire décidé par les accords de Matignon-Oudinot,
- Alain Christnacht (né en 1946) : 1991-1994, qui a été l'un des principaux artisans et négociateurs des accords de Matignon-Oudinot et le sera plus tard pour l'accord de Nouméa,
- Didier Cultiaux (né en 1943) : 1994-1995,
- Dominique Bur (né en 1947) : 1995-1999, qui participe à l'organisation des négociations entre partisans et opposants à l'indépendance pour amener à l'accord de Nouméa et qui doit gérer de nombreux conflits sociaux ou politiques,
- Daniel Constantin (né en 1940) : 2002-2005,
- Michel Mathieu (né en 1944) : 2005-2007,
- Yves Dassonville (1948-2021) : 2007-2010, qui gère une agitation sociale liée à l'USTKE et met en place les comités de pilotage pour préparer la sortie de l'accord de Nouméa,
- Albert Dupuy (né en 1947) : 2010-2013,
- Jean-Jacques Brot (né en 1956) : 2013-2014, qui a émis des critiques sur certaines utilisations des fonds publics et lancé des négociations pour trouver des solutions au problème de la vie chère,
- Vincent Bouvier (né en 1952) : 2014-2016,
- Thierry Lataste (né en 1954) : 1999-2002 et 2016-2019, qui a été chargé de mettre en place les institutions de l'accord de Nouméa puis de préparer sa sortie, et a dû gérer lors de ses deux passages des troubles et violences liées à Saint-Louis. Puis, lors de son deuxième passage à ce poste, a dû mettre en place les négociations politiques pour la sortie de l'accord de Nouméa et organiser le premier référendum sur l'indépendance de la Nouvelle-Calédonie du 4 novembre 2018,
- Laurent Prévost (né en 1967) : 2019-2021, qui a dû gérer la crise sanitaire causée par la pandémie de Covid-19 en Nouvelle-Calédonie avec deux périodes de confinements stricts (mars-avril 2020 et mars 2021) et une stratégie visant le « Covid free » par une réduction des liaisons aériennes et une mise sous quinzaine systématique des personnes arrivant dans l'archipel. Il a aussi dû faire face aux manifestations souvent violentes causées par la question du rachat de l'usine du Sud en 2020, et organiser le deuxième référendum sur l'indépendance de la Nouvelle-Calédonie du 4 octobre 2020,
- Patrice Faure (né en 1967) : 2021-2023, qui a dû organiser le troisième et dernier référendum sur l'indépendance de la Nouvelle-Calédonie prévu par l'accord de Nouméa le 12 décembre 2021.
- Louis Le Franc (né en 1960) : depuis 2023, qui a eu à gérer les émeutes de 2024.

## Les représentants nationaux ou européens du territoire

### Députés de la Nouvelle-Calédonie (depuis 1945)
- 1945, 1 circonscription - 1 siège, Roger Gervolino, groupe de l'UDSR (Ire Constituante)
- 1946, 1 circonscription - 1 siège, Roger Gervolino, groupe de l'UDSR (IIe Constituante)
- 1946, 1 circonscription - 1 siège, Roger Gervolino, groupe de l'UDSR (Ire Législature de la IVe République)
- 1951, 1 circonscription - 1 siège, Maurice Lenormand, non-inscrit, fondateur de l'Union calédonienne (UC) en 1953 (IIe Législature de la IVe République)
- 1956, 1 circonscription - 1 siège, Maurice Lenormand, UC, groupe des Indépendants d'outre-mer IOM (IIIe Législature de la IVe République)
- 1958, 1 circonscription - 1 siège, Maurice Lenormand, UC, groupe des Républicains populaires et centre démocratique RPCD (Ire Législature de la Ve République)
- 1962, 1 circonscription - 1 siège, Maurice Lenormand, UC, groupe du Centre démocratique CD (IIe Législature)
- 1964, 1 circonscription - 1 siège, Rock Pidjot, UC-UICALO, groupe du CD (élection partielle[1], IIe Législature)
- 1967, 1 circonscription - 1 siège, Rock Pidjot, UC-UICALO, groupe Progrès et démocratie moderne PDM (IIIe Législature)
- 1968, 1 circonscription - 1 siège, Rock Pidjot, UC-UICALO, groupe PDM (IVe Législature)
- 1973, 1 circonscription - 1 siège, Rock Pidjot, UC-UICALO, groupe des Réformateurs démocrates sociaux RDS puis des Réformateurs, des centristes et des démocrates sociaux RCDS (Ve Législature)
- 1978, 2 circonscriptions - Rock Pidjot (UC-UICALO, non-inscrit, fondateur du Front indépendantiste en 1979) — Jacques Lafleur (RPCR, groupe RPR) - (VIe Législature)
- 1981, 2 circonscriptions - Rock Pidjot (FI-UC-UICALO, apparenté au groupe socialiste, fondateur du FLNKS en 1984) — Jacques Lafleur (RPCR, groupe RPR[2]) - (VIIe Législature)
- 1986, 1 circonscription - 2 sièges, Jacques Lafleur (RPCR, groupe RPR) — Maurice Nénou (RPCR, groupe RPR) - (VIIIe Législature)
- 1988, 2 circonscriptions - Jacques Lafleur (RPCR, groupe RPR) — Maurice Nénou (RPCR, groupe RPR) - (IXe Législature)
- 1993, 2 circonscriptions - Jacques Lafleur (RPCR, groupe RPR) — Maurice Nénou (RPCR, groupe RPR), décède en 1996, Pierre Frogier (RPCR, groupe RPR) élu à sa place dans une élection partielle - (Xe Législature)
- 1997, 2 circonscriptions - Jacques Lafleur (RPCR, groupe RPR) — Pierre Frogier (RPCR, groupe RPR) - (XIe Législature)
- 2002, 2 circonscriptions - Jacques Lafleur (RPCR, groupe UMP, fondateur en 2006 du RPC) — Pierre Frogier (RPCR puis Rassemblement-UMP, groupe UMP) - (XIIe Législature)
- 2007, 2 circonscriptions - Gaël Yanno (Rassemblement-UMP, groupe UMP) — Pierre Frogier (Rassemblement-UMP, groupe UMP), démissionne en 2011 pour siéger au Sénat (non remplacé) - (XIIIe Législature)
- 2012, 2 circonscriptions - Sonia Lagarde (Calédonie ensemble-UDI, groupe UDI) — Philippe Gomès (Calédonie ensemble-UDI, groupe UDI) - (XIVe Législature)
- 2017, 2 circonscriptions - Philippe Dunoyer (Calédonie ensemble-UDI, groupes LC / UAI / UDI) — Philippe Gomès (Calédonie ensemble-UDI, groupes LC / UAI / UDI) - (XVe Législature)
- 2022, 2 circonscriptions - Philippe Dunoyer (Calédonie ensemble-LREM, groupe RE) — Nicolas Metzdorf (Générations NC-LREM, groupe RE) - (XVIe Législature)
- 2024, 2 circonscriptions - Nicolas Metzdorf (Générations NC-LOY) — Emmanuel Tjibaou (UC) - (XVIIe Législature)

### Sénateurs de Nouvelle-Calédonie (depuis 1947)
La Constitution de 1946 attribue à la Nouvelle-Calédonie un siège au Conseil de la République, l'équivalent du Sénat des IIIe et Ve Républiques.
- 1947, 1 siège - Henri Lafleur, groupe des Républicains indépendants (RI)
- 1948, 1 siège - Henri Lafleur, groupe des RI
- 1955, 1 siège - Armand Ohlen, UC, groupe des Indépendants d'outre-mer (IOM)
- 1959, 1 siège - Henri Lafleur, Rascal, groupe des RI
- 1965, 1 siège - Henri Lafleur, Rascal, groupe des RI, fondateur de l'Union démocratique (UD) en 1968 puis de l'Entente démocratique et sociale (EDS) en 1972
- 1974, 1 siège - Henri Lafleur, EDS, groupe des RI, décède en 1974
- 1974, 1 siège remplacé - Lionel Cherrier, EDS, groupe des RI, fondateur de l'UDF en 1978 et de la Fédération pour une nouvelle société calédonienne (FNSC) en 1979
- 1983, 1 siège - Dick Ukeiwé, RPCR, groupe RPR
- 1992, 1 siège - Simon Loueckhote, RPCR, groupe RPR
- 2001, 1 siège - Simon Loueckhote, RPCR, groupe RPR puis UMP à partir de 2002, fondateur en 2006 du RPC et en 2008 du LMD
- 2011, 2 sièges - Pierre Frogier (Rassemblement-UMP puis Rassemblement-Les Républicains, groupe UMP puis Les Républicains à partir de 2015) — Hilarion Vendégou (Rassemblement-UMP puis Rassemblement-Les Républicains, groupe UMP puis Les Républicains à partir de 2015)
- 2017, 2 sièges - Pierre Frogier (Rassemblement-Les Républicains, groupe Les Républicains) — Gérard Poadja (Calédonie ensemble, UDI, groupe Union centriste)
- 2023, 2 sièges - Georges Naturel (Rassemblement-Les Républicains, groupe Les Républicains) — Robert Xowie (FLNKS-UC, groupe CRCE-Kanaky)

### Membres du Conseil économique, social et environnemental
La Nouvelle-Calédonie a un représentant qui fait partie du groupe de l’Outre-Mer du Conseil économique, social et environnemental (CESE), autrefois appelé et jusqu'en 2008 Conseil économique et social (CES). Comme les autres représentants de collectivités ultramarines, il est nommé par le gouvernement français sur proposition du ministre de l’Outre-Mer, après consultation des organisations professionnelles du territoire. 
- 1959-1969 : Jean Guillard, homme d'affaires, directeur général de la Société Le Nickel (SLN) à Nouméa.
- 1969-1979 : Roger Laroque, homme d'affaires, directeur général des Établissements Ballande en Nouvelle-Calédonie, maire de Nouméa de 1953 à 1985, fondateur de l'EDS en 1972, du RPC puis RPCR en 1977.
- 1979-1984 : André Caillard, homme d'affaires de Nouméa, élu territorial EDS puis RPCR de 1972 à 1977 et en 1979, vice-président (et donc chef effectif de l'exécutif local) du Conseil de gouvernement de 1977 à 1978.
- 1984-1989 : Guy Mennesson, docker syndicaliste à Nouméa, secrétaire général de l'Union des syndicats des ouvriers et employés de Nouvelle-Calédonie (USOENC) de 1978 à 1992, fondateur du Parti socialiste calédonien (PSC) en 1976.
- 1989-1999 : Gaston Hmeun, employé de la SLN et syndicaliste originaire de Lifou, militant du FLNKS et de l'UC, secrétaire général de l'USOENC de 1992 à 1998.
- 1999-2004 : Marie-Claude Tjibaou, militante du FLNKS et de l'UC, veuve du meneur indépendantiste Jean-Marie Tjibaou, présidente de l'Agence de développement de la culture kanak (ADCK) de 1989 à 2012.
- 2004-2015 : Bernard Paul, médecin du travail à la SLN, militant du RPCR puis Rassemblement-UMP, ancien président du Conseil économique et social de Nouvelle-Calédonie de 1997 à 2005.
- 2015-2021 : Didier Guénant-Jeanson, syndicaliste à Nouméa, ancien secrétaire général de l'USOENC de 1998 à 2015.
- depuis 2021 : Ghislaine Arlie, ancienne maire RPCR puis Rassemblement-UMP de Farino et présidente de l'Association française des maires de Nouvelle-Calédonie de 2001 à 2014, ancienne conseillère provinciale du Sud et membre du Congrès de 2009 à 2014,

De 2004 à 2021, le CES puis le CESE a toujours compté parmi ses membres et au sein du groupe de l’Outre-Mer un deuxième membre néo-calédonien, non pas désigné pour représenter cette collectivité mais parmi les 15 personnalités qualifiées dans le domaine économique, social, scientifique et culturel nommées par décret du conseil des ministres pris sur le rapport du Premier ministre. Il s'agit successivement de :
- 2004-2015 : Marie-Claude Tjibaou (voir ci-dessus),
- 2015-2021 : Octave Togna, militant du FLNKS et de l'UC, fondateur de la station indépendantiste Radio Djiido en 1985, directeur général de l'ADCK de 1989 à 2006, sénateur coutumier de l'aire coutumière Djubéa-Kaponé de 2010 à 2015.

### Députés européens
Les électeurs néo-calédoniens participent aux élections du Parlement européen, comme tout citoyen français, depuis 1979. Toutefois, la Nouvelle-Calédonie a toujours fait partie de circonscriptions plus larges et n'a donc pas de député européen qui la représente strictement : l'ensemble de la France jusqu'en 2004 et depuis 2019, puis la circonscription Outre-Mer de 2004 à 2009 et finalement la section Pacifique de cette circonscription Outre-mer de 2009 à 2019. Il n'y a alors eu que deux députés européens originaires de Nouvelle-Calédonie : 
- 3e législature (1989-1994)  : Dick Ukeiwé (RPCR, 10e sur la liste nationale d'union UDF-RPR de Valéry Giscard d'Estaing, groupe du Rassemblement des démocrates européens dit RDE),
- 7e législature (2009-2014) : Maurice Ponga (Rassemblement-UMP, chef de file pour la section Pacifique de la liste Majorité présidentielle menée pour l'ensemble de la circonscription Outre-mer par Marie-Luce Penchard, groupe du Parti populaire européen dit PPE),
- 8e législature (2014-2019) : Maurice Ponga (Rassemblement-UMP puis Rassemblement-Les Républicains, chef de file pour l'ensemble de la circonscription Outre-mer et la section Pacifique de la liste « Pour la France des Outremer, agir en Europe avec l'UMP », groupe PPE).

## Les principaux élus locaux

### Les présidents du conseil général, de l'Assemblée territoriale puis du Congrès (depuis 1885)
Une première assemblée délibérante élue a été créée en 1885 sous le nom de conseil général, qui s'est ensuite appelée Assemblée territoriale à partir de 1957, puis Congrès du Territoire à partir de 1984 et finalement Congrès de la Nouvelle-Calédonie depuis 1999.
La liste ci-dessous ne tient pas compte des réélections annuelles (celles-ci sont indiquées sur la page Assemblée de la Polynésie française).
- 1885-1886 : Jean-Baptiste Dezarnaulds (1re fois, Républicain anticlérical, aussi maire de Nouméa),
- 1886 (août-octobre) : Alexandre Revercé,
- 1886-1889 : Jean-Baptiste Dezarnaulds (2e fois, Républicain anticlérical, aussi maire de Nouméa),
- 1889-1890 : Louis Pélatan (clérical conservateur, ingénieur civil des mines, directeur de la SLN),
- 1890-1892 : Jean-Baptiste Dezarnaulds (3e fois, Républicain anticlérical, aussi maire de Nouméa),
- 1892-1895 : Constant Caulry (1re fois, clérical d'abord et libéral, ancien maire de Nouméa),
- 1895-1896 : Adolphe Plaigniet (Républicain pro-Feillet),
- 1896-1898 : Sébastien-Charles Leconte (Républicain anticlérical et anti-Feillet),
- 1898-1901 : Constant Caulry (2e fois, Républicain libéral pro-Feillet désormais),
- 1901-1902 : Marc le Goupils (clérical anti-Feillet),
- 1902-1903 : Constant Caulry (3e fois, Républicain libéral pro-Feillet),
- 1903-1904 : Pierre-Isaac Puech,
- 1904-1908 : Théophile Mialaret (1re fois, Républicain libéral pro-Feillet),
- 1908-1910 : Jean Oulès (Républicain libéral  pro-Feillet, également maire de Nouméa),
- 1910-1913 : Théophile Mialaret (2e fois, Républicain libéral pro-Feillet),
- 1913-1916 : Lucien Colardeau (Républicain libéral, droite),
- 1916-1922 : Léon Vincent (Républicain libéral, droite),
- 1922-1925 : Raymond Pognon (Républicain nationaliste),
- 1925-1926 : Félix Roumy (« Protestataires » contre le gouverneur Joseph Guyon et la majorité sortante),
- 1926-1929 : Bernard Darracq (« Protestataires »),
- 1929-1933 : Henry-Louis Milliard (Républicain libéral-conservateur),
- 1933-1934 : Émile Rordorf (Chrétien social et progressiste pro-Guyon),
- 1934-1935 : Edmond Cané (Chrétien social et progressiste, partisans de « nouvelles relations » entre colons et « indigènes »),
- 1935-1940 : Louis Revercé (Républicain libéral-conservateur),
- 1941-1947 : Pierre Bergès (1re fois, Chrétien social, pro-France Libre et agrarien),
- 1947-1953 : Henri Bonneaud (Républicain libéral-conservateur),
- 1953-1955 : Pierre Bergès (2e fois, UC),
- 1955-1956 : Fernand Legras (« Union », Républicain libéral-conservateur),
- 1956-1957 : Louis Eschenbrenner (UC),
- 1957-1960 : Armand Ohlen (1re fois, UC, également conseiller de la République),
- 1960-1961 : René Hénin (Rascal, gaulliste),
- 1961-1966 : Antoine Griscelli (UC),
- 1966-1970 : Armand Ohlen (2e fois, UC, ancien conseiller de la République),
- 1970-1972 : Jean Lèques (1re fois, UC puis MLC),
- 1972-1973 : Michel Kauma (EDS, ancien vice-président du conseil de gouvernement),
- 1973-1975 : Yann Céléné Uregeï (Union multiraciale puis FULK),
- 1975-1976 : Dick Ukeiwé (1re fois, UD),
- 1976-1977 : Rock Pidjot (UC-UICALO, également député, ancien vice-président du conseil de gouvernement),
- 1977-1978 : Dick Ukeiwé (2e fois, RPC puis RPR-NC puis RPCR),
- 1978-1980 : Jean-Pierre Aïfa (1re fois, UNC puis FNSC, également maire de Bourail),
- 1980-1981 : Jean Lèques (2e fois, RPCR-UDF-CDS),
- 1981-1982 : Jean-Pierre Aïfa (2e fois, FNSC, également maire de Bourail),
- 1982-1983 : Jean Lèques (3e fois, RPCR-UDF-CDS),
- 1983-1984 : Jean-Pierre Aïfa (3e fois, FNSC, également maire de Bourail),
- 1984-1985 : Jean Lèques (4e fois, RPCR-UDF-CDS),
- 1985-1988 : Dick Ukeiwé (3e fois, RPCR-RPR, également sénateur, ancien président du gouvernement du Territoire),
- 1988-1989 : Albert Etuvé (RPCR),
- 1989-1995 : Simon Loueckhote (1re fois, RPCR-RPR, également sénateur),
- 1995-1997 : Pierre Frogier (1re fois, RPCR-RPR, également maire du Mont-Dore et député),
- 1997-1998 : Harold Martin (1re fois, RPCR-RPR, également maire de Païta),
- 1998-2004 : Simon Loueckhote (2e fois, RPCR-RPR puis Rassemblement-UMP, également sénateur),
- 2004-2007 : Harold Martin (2e fois, L'Avenir ensemble-UMP, également maire de Païta),
- 2007-2009 : Pierre Frogier (2e fois, Rassemblement-UMP, également député, ancien président du gouvernement),
- 2009-2011 : Harold Martin (3e fois, L'Avenir ensemble-UMP, également maire de Païta, ancien président du gouvernement),
- 2011 : Rock Wamytan (1re fois, FLNKS-UC),
- 2011 (par intérim) : Léonard Sam (Calédonie ensemble),
- 2011-2012 : Rock Wamytan (2e fois, FLNKS-UC),
- 2012-2013 : Gérard Poadja (Calédonie ensemble),
- 2013-2014 : Rock Wamytan (3e fois, FLNKS-UC),
- 2014-2015 : Gaël Yanno (1re fois, UCF-MPC-UMP, ancien député),
- 2015-2018 : Thierry Santa (Rassemblement-Les Républicains),
- 2018-2019 : Gaël Yanno (2e fois, UCF-MPC, ancien député),
- 2019-2024 : Rock Wamytan (4e fois, FLNKS-UC).
- 2024-2025 : Veylma Falaeo (L'Éveil océanien)

### Les vice-présidents du conseil de gouvernement puis les présidents du gouvernement ou du conseil exécutif (depuis 1957)
Si le gouverneur puis le Haut-commissaire a officiellement été le « chef du Territoire » jusqu'en 1999, un exécutif local a existé à partir de 1957. Il a pris le nom de Conseil de gouvernement de 1957 à 1984, avec l'existence d'un vice-président qui en était le chef politique effectif de 1956 à 1964 et de 1977 à 1984, puis de Gouvernement du territoire (avec un président et un vice-président nommé par ce dernier) de 1984 à 1985, de Conseil exécutif (avec un président qui est aussi celui du Congrès jusqu'en 1988) de 1985 à 1989 et finalement de Gouvernement de la Nouvelle-Calédonie (avec un président et un vice-président, tous deux élus par leurs pairs, le gouvernement étant collégial) depuis 1999.
Les vice-présidents du conseil de gouvernement de 1957 à 1964 puis de 1977 à 1984, puis les personnalités ayant porté le titre de président de l'exécutif de 1984 à 1989 et depuis 1999 ont ainsi été :
- 1957-1959 : Maurice Lenormand (1re fois, UC, également député),
- 1959-1962 : Michel Kauma (UC-UICALO puis Rascal),
- 1962-1964 : Rock Pidjot (UC-UICALO),
- 1977-1978 : André Caillard (RPC puis RPCR),
- 1978-1979 : Maurice Lenormand (2e fois, UC, ancien député),
- 1979-1982 : Dick Ukeiwé (1re fois, RPCR-RPR),
- 1982-1984 : Jean-Marie Tjibaou (FI-UC, également maire de Hienghène),
- 1984-1989 : Dick Ukeiwé (2e fois, RPCR-RPR, également sénateur, également président du Congrès),
- 1999-2001 : Jean Lèques (RPCR-UDF-CDS, également maire de Nouméa),
- 2001-2004 : Pierre Frogier (RPCR-RPR puis Rassemblement-UMP, également député),
- 2004-2007 : Marie-Noëlle Thémereau (L'Avenir ensemble),
- 2007-2009 : Harold Martin (1re fois, L'Avenir ensemble-UMP, également maire de Païta),
- 2009-2011 : Philippe Gomès (Calédonie ensemble, ancien président de la Province Sud),
- 2011-2014 : Harold Martin (2e fois, L'Avenir ensemble-UMP, également maire de Païta),
- 2014-2015 : Cynthia Ligeard (Rassemblement-UMP, ancienne présidente de la Province Sud),
- 2015-2019 : Philippe Germain (Calédonie ensemble),
- 2019-2021 : Thierry Santa (L'AEC-Rassemblement-LR),
- 2021-2025 : Louis Mapou (FLNKS-UNI-Palika).
- depuis 2025 : Alcide Ponga (Rassemblement-LR).

Certains de ces exécutifs dirigés par un président ont également compté un numéro deux appelé « vice-président » de 1984 à 1985 et depuis 1999 : 
- 1984-1985 : Yves Magnier (RPCR),
- 1999-2001 : Léopold Jorédié (FCCI, ancien président de la Province Nord),
- 2001-2007 : Déwé Gorodey (1re fois, FLNKS-UNI-Palika),
- 2007 : Annie Beustes (Rassemblement-UMP),
- 2007-2009 : Déwé Gorodey (2e fois, FLNKS-UNI-Palika),
- 2009-2011 : Pierre Ngaiohni (FLNKS-UC),
- 2011-2014 : Gilbert Tyuienon (1re fois, FLNKS-UC, également maire de Canala),
- 2015-2019 : Jean-Louis d'Anglebermes (FLNKS-UC),
- 2019-2021 : Gilbert Tyuienon (2e fois, FLNKS-UC, également maire de Canala),
- 2021-2025 : Isabelle Champmoreau (L'AEC-MPC-LR).

### Les présidents du Conseil consultatif coutumier puis du Sénat coutumier (depuis 1990)
Les accords de Matignon-Oudinot ont créé un Conseil consultatif coutumier, mis en place en 1990 et transformé en 1999, à la suite de l'accord de Nouméa, en un Sénat coutumier. Les présidents de cette instance ont été :
- 1990-1993 : Charles Attiti (Aire Djubéa-Kaponé, grand-chef de Goro à Yaté, ancien conseiller de gouvernement),
- 1993-1996 : Joseph Goanetcha Pidjot (FLNKS-UC, Aire Djubéa-Kaponé, chef de La Conception au Mont-Dore, fils de Rock Pidjot),
- 1996-1998 : Bergé Kawa (Aire Xârâcùù, grand-chef de Couli à Sarraméa, petit-neveu d'Ataï),
- 1998-1999 : Félix Poindi (Aire Xârâcùù, de la tribu de Kuine à Canala),
- 1999-2000 : André Théan-Hiouen (FLNKS-UC, Aire Hoot ma Waap, grand-chef d'Arama à Poum),
- 2000-2001 : Jean Wanabo (Aire Iaai, porte-parole du district de Fayaoué à Ouvéa),
- 2001-2002 : Georges Mandaoué (USTKE, Aire Ajië-Aro, de la tribu de Nekoue à Houaïlou),
- 2002-2003 : Pierre Zéoula (Aire Drehu, grand-chef de Gaïtcha),
- 2003-2004 : Gabriel Poadae (Aire Paici-Camuki, Koné),
- 2004-2005 : Paul Trorune Djewine (Aire Nengone, représentant du grand-chef de Wabao à Maré),
- 2005-2006 : Gabriel Païta (Mouvement des chiraquiens-démocrates-chrétiens (UMP), ancien fondateur de l'UC, Aire Djubéa-Kaponé, représentant du grand-chef de Païta),
- 2006-2007 : Jean-Guy M'Boueri (Aire Xârâcùù, chef de St Philippo II à Thio),
- 2007-2008 : Albert Wahoulo (FCCI, Aire Hoot ma Waap, également maire de Bélep),
- 2008-2009 : Ambroise Doumaï (Aire Iaai, grand-chef du district de Mouli à Ouvéa),
- 2009-2010 : Julien Boanemoi (FLNKS-UC, Aire Ajië-Aro, de la tribu d'Azareu, également conseiller municipal de Bourail),
- 2010-2011 : Pascal Sihazé (1re fois, Aire Drehu, diacre catholique de l'église de Hnathalo, frère du grand-chef du district de Wetr à Lifou),
- 2011-2012 : Samuel Goromido (vice-président de l'aire Paici-Camuki, président du conseil des clans de la tribu de Netchaot à Koné et de l'association du festival du film international du cinéma documentaire des peuples Anûû-rû Âboro),
- 2012-2013 : Luc Wema (Rassemblement-UMP, Aire Ajië-Aro, petit-fils du grand-chef de Boréaré à Houaïlou),
- 2013-2014 : Paul Vakié (FLNKS-UC, Aire Djubéa-Kaponé, chef du clan Vakié-Koitché de la tribu Touété à l'île des Pins),
- 2014-2015 : Jean Ignace Käys (FLNKS-UC, Aire Xârâcùù, également conseiller municipal de Boulouparis),
- 2015-2016 : Gilbert Téin (FLNKS-UC, un des précurseurs du Kaneka, vice-président du conseil coutumier de l'Aire Hoot Ma Waap, de la tribu de Bas-Coulna à Hienghène),
- 2016-2017 : Joanny Chaouri (Aire Iaai, de la tribu d'Ognahut à Ouvéa),
- 2017-2018 : deux présidents ont été élus par des factions rivales au sein du Sénat coutumier :
  - Pascal Sihazé (2e fois, Aire Drehu, diacre catholique de l'église de Hnathalo, frère du grand-chef du district de Wetr à Lifou), élu par 13 sénateurs sur 16,
  - Paul Trorune Djewine (2e fois, Aire Nengone, représentant du grand-chef de Wabao à Maré), désigné par un ensemble de coutumiers opposés à l'élection de Pascal Sihazé,
- 2018-2019 : Clément Grochain (Aire Paici-Camuki, tribu de Grochain, Poindimié),
- 2019-2020 : Hippolyte Wakewi Sinewami-Htamumu (Aire Nengone, grand-chef non encore intronisé de La Roche à Maré),
- 2020-2021 : Justin Gaïa (ancien conseiller municipal RPCR puis L'Avenir ensemble puis Calédonie ensemble de Païta de 2001 à 2020, Aire Djubéa-Kaponé, tribu de N'Dé).
- 2021-2022 : Yvon Kona (ancien adjoint au maire FLNKS de Canala, collecteur du patrimoine oral kanak au Centre culturel Tjibaou, spécialiste de la fabrication traditionnelle de tapa, Aire Xârâcùù, tribu Nanon-Kénérou du district de Canala)

### Les présidents du Comité puis Conseil économique et social puis du Conseil économique, social et environnemental
Les accords de Matignon prévoient la création d'un Comité économique et social territorial de la Nouvelle-Calédonie, effective en 1991. Il prend ensuite le nom de Conseil économique et social de la Nouvelle-Calédonie (CES-NC) en 1999 et finalement de Conseil économique, social et environnemental de la Nouvelle-Calédonie (CESE-NC) en 2013. Les présidents successifs ont été :
- 1991-1997 : Jacques Leguéré (RPCR, chef d'entreprise, ingénieur-géologue de Nouméa),
- 1997-2005 : Bernard Paul (RPCR puis Rassemblement-UMP, médecin du travail à la SLN),
- 2005-2010 : Robert Lamarque (ancien président du tribunal administratif de Nouvelle-Calédonie de 1987 à 2004),
- 2010-2015 : Yves Tissandier (Rassemblement-UMP, ancien secrétaire général du CES, du Conseil consultatif coutumier, du Gouvernement du Territoire ou du Conseil exécutif),
- 2016-2021 : Daniel Cornaille (cycliste de haut niveau et dirigeant sportif, ancien président du Comité territorial olympique et sportif ou CTOS).
- depuis 2021 : Jean-Louis d'Anglebermes (FLNKS-UC, ancien vice-président du gouvernement de la Nouvelle-Calédonie de 2015 à 2019).

### Les présidents d'Assemblée de Province (depuis 1989)

#### Province Sud
- 1989-2004 : Jacques Lafleur (RPCR-RPR puis Rassemblement-UMP, également député),
- 2004-2009 : Philippe Gomès (L'Avenir ensemble puis Calédonie ensemble, également maire de La Foa),
- 2009-2012 : Pierre Frogier (Rassemblement-UMP, également député puis sénateur, ancien président du gouvernement et du Congrès),
- 2012-2014 : Cynthia Ligeard (Rassemblement-UMP),
- 2014-2019 : Philippe Michel (Calédonie ensemble),
- depuis 2019 : Sonia Backès (L'AEC puis LOY-LRC-LREM, également secrétaire d'État à la Citoyenneté du gouvernement français de 2022 à 2023).

#### Province Nord
- 1989-1999 : Léopold Jorédié (FLNKS-UC puis FCCI, également maire de Canala),
- Depuis 1999 : Paul Néaoutyine (FLNKS-UNI-Palika, également maire de Poindimié).

#### Province des îles Loyauté
- 1989-1995 : Richard Kaloï (FLNKS-UC),
- 1995-1999 : Nidoïsh Naisseline (LKS, également grand-chef de Guahma à Maré),
- 1999-2004 : Robert Xowie (FLNKS-UC, également maire de Lifou),
- 2004-2019 : Néko Hnepeune (FLNKS-UC, également maire de Lifou),
- 2019-2024 : Jacques Lalié (FLNKS-UC-UC Renouveau),
- depuis 2024 : Mathias Waneux (FLNKS-UC).

### Les maires

#### Les maires de Nouméa (depuis 1874)
Le statut de commune est accordé à Nouméa en 1874, ce qui en fait la plus ancienne municipalité (et assemblée élue) de Nouvelle-Calédonie ainsi que de l'ensemble de l'Océanie française. La liste des maires n'est pas exhaustive ici (se reporter à l'article dédié), étant donné le grand nombre de premiers magistrats qui se sont succédé jusqu'à la Seconde Guerre mondiale. Depuis 1943, il s'agit de :
- Édouard Dalmayrac (DVG) : 1943-1947,
- Henri Sautot (gaulliste, ancien gouverneur, voir ci-dessus) : 1947-1953,
- Roger Laroque (DVD conservateur-libéral puis EDS et RPCR, également conseiller économique et social ou élu territorial) : 1953-1985,
- Jean Lèques (RPCR-UDF-CDS puis Rassemblement-UMP, également élu territorial ou président du gouvernement) : 1985-2014,
- Sonia Lagarde (Calédonie ensemble-UDI puis LREM, également députée) : depuis 2014.

#### Les 33 maires actuels (depuis 2022)
- Bélep : Jean-Baptiste Moilou (FLNKS-UNI-UPM), 2001-2008 et depuis 2014,
- Boulouparis : Pascal Vittori (Tous Calédoniens-Les Centristes, ancien membre du gouvernement), depuis 2020,
- Bourail : Patrick Robelin (Sans étiquette locale proche de Calédonie ensemble, LREM), depuis 2018,
- Canala : Gilbert Tyuienon (FLNKS-UC, également membre du gouvernement, ancien vice-président du gouvernement),
- Dumbéa : Yoann Lecourieux (Rassemblement-Les Républicains, également membre du gouvernement), depuis 2023,
- Farino : Régis Roustan (Calédonie ensemble), depuis 2014,
- Hienghène : Bernard Ouillate (FLNKS-UC), depuis 2020,
- Houaïlou : Pascal Sawa (FLNKS-UC), depuis 2014,
- Île des Pins : Christophe Vakié (Rassemblement-Les Républicains), depuis 2020,
- Kaala-Gomen : Alain Levant (Sans étiquette proche de la FCCI), 1983-2014 et depuis 2020,
- Koné : Thierry Gowecee (FLNKS-UC), depuis 2020,
- Kouaoua : Alcide Ponga (Rassemblement-UMP puis Rassemblement-Les Républicains), depuis 2014,
- Koumac : Wilfrid Weiss (L'Avenir ensemble puis Tous Calédoniens), depuis 2008,
- La Foa : Florence Rolland (Générations NC-LREM), depuis 2022,
- Lifou : Néko Hnepeune (FLNKS-UC, ancien président de la Province des îles), 2001-2014 et depuis 2023,
- Maré : Marie-Lyne Sinewami (FLNKS-UC), depuis 2020,
- Moindou : Léon-Joseph Peyronnet (L'Avenir ensemble puis Calédonie ensemble), depuis 2008,
- Mont-Dore : Eddie Lecourieux (Rassemblement-Les Républicains), depuis 2019,
- Nouméa : Sonia Lagarde (Calédonie ensemble-UDI puis LREM, également députée jusqu'en 2017, ancienne vice-présidente de la Province Sud), depuis 2014,
- Ouégoa : Barnabé Pébou-Hamène (FLNKS-UNI-Palika), depuis 2020,
- Ouvéa : Maurice Tillewa (FLNKS-UC), 2008-2014 et depuis 2020,
- Païta : Maryline d'Arcangelo (Les Républicains calédoniens-LREM), depuis 2024,
- Poindimié : Paul Néaoutyine (FLNKS-UNI-Palika, également président de la Province Nord), depuis 1989,
- Ponérihouen : Pierre-Chanel Tutugoro (FLNKS-UC), depuis 2014,
- Pouébo : Florentin Dedane (FLNKS-UC), depuis 2020,
- Pouembout : Yann Peraldi (Sans étiquette proche de Calédonie ensemble), depuis 2020,
- Poum : Henriette Tidjine-Hmae (FLNKS-UC), depuis 2008,
- Poya : Évelyne Goro Atu (FLNKS-UC), depuis 2020,
- Sarraméa : Prisca Holéro (FLNKS-UC), 2008-2014 et depuis 2020,
- Thio : Jean-Patrick Toura (FLNKS-UC), depuis 2014,
- Touho : Alphonse Poinine (FLNKS-UNI-Palika), depuis 2003,
- Voh : Joël Boatate Kolekole (FLNKS-UNI-Palika), depuis 2020,
- Yaté : Victor Gouetcha (Sans étiquette proche de Calédonie ensemble), depuis 2020.

### Les signataires des accords

#### Accords de Matignon (26 juin 1988)
- Pour l'État : Michel Rocard (PS, Premier ministre)
- Pour le RPCR :
  - Jacques Lafleur (président du RPCR, député RPR et président de la Région Sud)
  - Maurice Nénou (député RPR)
  - Dick Ukeiwé (président du Conseil exécutif, sénateur RPR)
  - Jean Lèques (maire UDF-CDS de Nouméa, ancien président de l'Assemblée territoriale)
  - Henri Wetta (président de la Région Est, ancien conseiller de gouvernement, beau-frère de Jean-Marie Tjibaou)
  - Pierre Frogier (Conseiller exécutif, maire RPR du Mont-Dore, ancien président de la Région Sud, ancien conseiller de gouvernement)
  - Pierre Bretegnier (directeur de cabinet du président du Conseil exécutif)
  - Robert Naxué Paouta (ancien maire gaulliste de Lifou)
- Pour le FLNKS :
  - Jean-Marie Tjibaou (président du FLNKS et de l'UC, président du Gouvernement provisoire de Kanaky dit GPK, maire de Hienghène, ancien vice-président du conseil de gouvernement et ancien président de la Région Nord)
  - Yeiwéné Yeiwéné (vice-président de l'UC, porte-parole du GPK, ancien président de la Région des îles Loyauté)
  - Caroline Machoro (UC, sœur d'Éloi Machoro, collaboratrice de Léopold Jorédié)
  - Edmond Nekiriai (président de l'UPM)
- Pour le LKS :
  - Nidoïsh Naisseline (meneur et fondateur du LKS, grand-chef de Guahma à Maré)

#### Accords d'Oudinot (20 août 1988)
- Pour le RPCR :
  - Dick Ukeiwé (président du Conseil exécutif, sénateur RPR)
  - Maurice Nénou (député RPR)
  - Albert Etuvé (président du Congrès, ancien conseiller de gouvernement)
  - Jean Lèques (maire UDF-CDS de Nouméa, ancien président de l'Assemblée territoriale)
  - Pierre Frogier (Conseiller exécutif, maire RPR du Mont-Dore, ancien président de la Région Sud, ancien conseiller de gouvernement et ancien ministre)
  - Pierre Maresca (UDF-PR, ancien ministre)
  - Henri Wetta (président de la Région Est, ancien conseiller de gouvernement, beau-frère de Jean-Marie Tjibaou)
  - Simon Loueckhote (président de la Région des îles Loyauté)
  - Charles Lavoix (Conseiller exécutif, ancien ministre)
  - Jean-Claude Briault (vice-président de la Région Sud)
  - Pierre Bretegnier (directeur de cabinet du président du Conseil exécutif)
- Pour le FLNKS :
  - Jean-Marie Tjibaou (président du FLNKS et de l'UC, président du Gouvernement provisoire de Kanaky dit GPK, maire de Hienghène, ancien vice-président du conseil de gouvernement et ancien président de la Région Nord)
  - Edmond Nekiriai (président de l'UPM)
  - Roland Braweao (UPM, ancien vice-président de la Région Nord)
  - Louis Kotra Uregei (président fondateur de l'USTKE)
  - Paul Néaoutyine (Palika, ancien directeur de cabinet du président de la Région Nord)
  - Louis Mapou (Palika)
  - Charles Pidjot (UC, neveu de Rock Pidjot)
  - Raphaël Pidjot (UC, neveu de Rock Pidjot)
- Pour l'État : Louis Le Pensec (PS, ministre des Départements et Territoires d'Outre-mer)

#### Accord de Nouméa (5 mai 1998)
- pour l'État :
  - Lionel Jospin (PS, Premier ministre), les négociations ayant été menées en son nom par son conseiller à l'intérieur Alain Christnacht,
  - Jean-Jack Queyranne (PS, secrétaire d'État à l'outre-mer auprès du ministre de l'Intérieur), les négociations ayant été menées en son nom par son directeur de cabinet Thierry Lataste.
- pour le Rassemblement pour la Calédonie dans la République (RPCR) :
  - Jacques Lafleur (président du RPCR, président de la Province Sud et député RPR)
  - Pierre Frogier (secrétaire général RPCR, député RPR, 1er vice-président de la Province Sud, maire du Mont-Dore, ancien président du Congrès)
  - Simon Loueckhote (sénateur RPR, ancien président du Congrès)
  - Harold Martin (président du Congrès du Territoire, maire RPR de Païta)
  - Jean Lèques (vice-président du RPCR, maire UDF-FD de Nouméa, ancien président de l'Assemblée territoriale)
  - Bernard Deladrière (directeur de cabinet du président de la Province Sud)
- pour le FLNKS :
  - Rock Wamytan (président unitaire du FLNKS, UC, grand-chef de Saint-Louis et du district du Pont-des-Français, conseiller municipal du Mont-Dore, petit-fils de Rock Pidjot)
  - Paul Néaoutyine (meneur du Palika et de l'UNI, ancien président du FLNKS, maire de Poindimié)
  - Charles Pidjot (UC, neveu de Rock Pidjot)
  - Victor Tutugoro (porte-parole de l'UPM)

## Familles notables de Nouvelle-Calédonie

### La famille Ballande
Famille de négociants armateurs bordelais ayant concentré une grande partie de leurs activités commerciales avec le Pacifique et notamment la Nouvelle-Calédonie, où une partie d'entre eux ont fait souche, les Ballande ont marqué la vie politique (en parrainant activement la carrière politique de personnalités liées professionnellement ou maritalement à la famille, comme Roger Laroque), économique (import-export surtout alimentaire et de vin, grande et petite distribution, élevage, viticulture, mine) et culturelle (par un mécénat actif) de cet archipel dès la fin du XIXe siècle. La principale « station » ou propriété Ballande se trouve au nord de Tomo et au sud-est du territoire de la commune de Boulouparis. 
- Armand-Louis Ballande (1817-1882) : fondateur des Établissements Ballande et met en place les premières liaisons maritimes ainsi que sa succursale à Nouméa en 1859.
- André Ballande (1857-1936) : fils du précédent, qui étend les activités familiales vers le secteur du nickel (fondateur de la société des Hauts Fourneaux de Nouméa en 1909 et donc de l'usine de Doniambo en 1912 qui fusionne avec la SLN en 1931), député Fédération républicaine de Gironde (1902-1924).
- Henry Loste (1899-1978) : gendre du précédent, vice-président des Établissements Ballande et administrateur de la SLN, sénateur RI de Wallis-et-Futuna (1962-1971).
- Hervé Loste (1926-1994) : fils du précédent et petit-fils d'André Ballande, directeur des Établissements Ballande à Nouméa et à Wallis-et-Futuna, député CNI de Wallis-et-Futuna (1962-1967), finit sa vie à Nouméa.
- Louis (né en 1951) et Armand Ballande (né en 1953) : arrière-petit-fils d'André Ballande, implantés à Nouméa, chefs des Établissements Ballande, leur famille est classée comme la 194e fortune de France d'après Challenges, 2e plus gros propriétaire minier de Nouvelle-Calédonie (après la SLN), propriétaire du plus gros troupeau de limousins du monde[4].
- Pierre-André Ballande (né en 1985) : arrière-arrière-petit-fils d'André Ballande, comédien, metteur en scène et producteur de théâtre.

### La famille Cornaille
Descendante d'un colon-éleveur lorrain installé avec sa famille en 1881 à Ouaco, la famille Cornaille est rapidement devenue nombreuse et s'est réparti dans l'ensemble de la Grande Terre, en donnant de nombreuses personnalités actives dans la vie publique de l'archipel. 
- Gustave Cornaille (1873-1947), fils du pionnier, stockman, pêcheur, chef de chantier sur mine puis ouvrier puis responsable de l'entretien du premier barrage de Yaté à partir de 1924, a donné son nom à un lieu de pêche à Bourail (trou ou fosse Cornaille) et à un lieu-dit de Ouégoa.
- Gustave Cornaille fils (1911-?), fils du précédent, prospecteur minier, maire de Thio (1961-1967), président du comité des fêtes de Thio en 1966.
- Francis Cornaille (1921-1994), frère du précédent et fils de Gustave Cornaille père, Special Air Service et caporal des Forces aériennes françaises libres (FAFL) durant la Seconde Guerre mondiale, a donné son nom à une rue du Val Plaisance à Nouméa.
- Daniel Cornaille (né en 1948), fils du précédent et petit-fils de Gustave Cornaille père, ancien cycliste puis dirigeant sportif, premier néo-calédonien victorieux du Tour de Nouvelle-Calédonie en 1968, sextuple médaille d'or aux Jeux du Pacifique, fondateur de la première école de cyclisme de Nouvelle-Calédonie, ancien président du Comité cycliste de la Province Sud (1988-1992), du Comité régional de cyclisme de Nouvelle-Calédonie (1992-2000) et du Comité territorial olympique et sportif ou CTOS (2003-2008), président du CESE-NC (2016-2021).
- Kareen Cornaille (née en 1968), fille du précédent et arrière-petite-fille de Gustave Cornaille père, juriste, fonctionnaire, docteure en droit public de l'université de la Nouvelle-Calédonie (2006), diplômée d'études approfondies (DEA) d'histoire contemporaine, ancienne vacataire en histoire et géographie à l'université de la Nouvelle-Calédonie (2003-2006), conseillère municipale (2008-2014) puis 2e adjointe au maire de Nouméa Sonia Lagarde chargée de l’administration générale, des ressources humaines, des affaires juridiques et de l’informatique (depuis 2014), militante fondatrice de Calédonie ensemble.
- Kathleen Cornaille-Pralong (née en 1979), demi-sœur de la précédente, fille de Daniel Cornaille et arrière-petite-fille de Gustave Cornaille père, journaliste et présentatrice du journal télévisé sur Canal 9 en Suisse.
- Claude Cornaille (1926-1992), grand-oncle des deux précédentes et fils de Gustave Cornaille père, gérant de la cantine de la société du barrage de Yaté, employé de la Société Le Nickel et d'Enercal à Yaté, gérant de commerce dans ce village jusqu'à 1985, 1er adjoint au maire de Yaté (fin des années 1970).
- Guy Mennesson (né en 1936) : neveu du précédent et petit-fils de Gustave Cornaille père, docker syndicaliste à Nouméa, secrétaire général de l'Union des syndicats des ouvriers et employés de Nouvelle-Calédonie (USOENC) de 1978 à 1992, fondateur du Parti socialiste calédonien (PSC) en 1976, conseiller économique et social pour la Nouvelle-Calédonie (1984-1989).
- Thierry Cornaille (né en 1955), arrière-petit-fils de Gustave Cornaille père (petit-fils d'Ernest Cornaille, fils de Roger Cornaille), haut fonctionnaire, administrateur de sociétés et homme politique, directeur de l'Institut d'émission d'outre-mer (IEOM) à Paris (2002-2006), directeur général de la Société immobilière de la Nouvelle-Calédonie (SIC, bailleur de logements sociaux) et membre du CESE-NC (2006-2014), membre Calédonie ensemble du gouvernement de la Nouvelle-Calédonie chargé du Budget, du Logement, du Développement numérique, du Suivi des Questions monétaires, du Crédit et des Relations avec le Congrès (2014-2016).
- Martine Cornaille (née Cervera en 1955), épouse du précédent, enseignante en SVT à la retraite, présidente  de l'association écologiste « Ensemble pour la planète » (EPLP), présidente de l'Observatoire de l'environnement en Nouvelle-Calédonie (Œil, 2015-2017), membre du CESE-NC depuis 2016
- Frédéric Angleviel, autre arrière-petit-fils de Gustave Cornaille père (petit-fils d'Estelle Cornaille, mariée à Joseph Mariotti, historien et écrivain. Professeur à l'école normale puis directeur du Centre Territorial de Recherche et de Documentation Pédagogique et enfin professeur des universités. Chevalier des palmes académiques et des arts et des lettres. Il a publié plus de vingt ouvrages dont les Missions à Wallis et Futuna (prix Auguste Pavie 1995), Ouvéa. Un drame de la colonisation (prix sciences du festival du livre insulaire d'Ouessant 2015), et une Histoire de la Nouvelle-Calédonie en 2018.

### La famille Daly
Famille de la diaspora irlandaise originaire de Limerick, descendant d'un beau-frère de Tom Clarke et frère du révolutionnaire John Daly (1845-1916), les Daly (se prononce « Délé ») sont installés en Nouvelle-Calédonie depuis 1862. D'abord colons-éleveurs dans les plaines de la Tontouta puis à Naniouni, entre Païta et Tiaré, la famille Daly s'est ensuite lancée dans les affaires au travers de la maison de commerce Barrau. 
- James Daly (1864-1932), neveu des républicains irlandais Tom Clarke et John Daly, homme d'affaires et propriétaire éleveur, actionnaire et directeur de la société d'import-export Barrau à partir de 1900.
- James-Louis « Jim » Daly (1898-1963), fils du précédent, directeur administratif de la compagnie Barrau, engagé volontaire pendant la Première Guerre mondiale, conseiller général (1930-1936) puis vice-président du conseil général (1936-1940), directeur du quotidien nationaliste, populaire et républicain La France australe, juge au tribunal, membre de la Chambre d'agriculture, une rue du Ouen-Toro à Nouméa porte son nom.
- Numa Daly (1906-1992), frère du précédent et fils de James Daly, directeur puis membre du conseil de surveillance de la maison Barrau, conseiller municipal de Nouméa (1953-1957), juge au tribunal de commerce, membre de la Société des études historiques, fondateur en 1930 du club de football de l'Olympique de Nouméa mais aussi des ligues d'athlétisme, de water-polo, de basket-ball et de football ainsi que du Comité territorial des sports (devenu ensuite CTOS), investisseur dans la construction du vélodrome de Magenta puis du stade attenant qui porte ensuite son nom, a également contribué à créer la Croix-Rouge, le Rotary Club, l'Office du tourisme et le centre Raoul-Follereau.
- Henri Daly (1918-2007), frère des deux précédents et fils de James Daly, chef de sociétés, fondateur en 1963 du Cercle des nageurs calédoniens (CNC) puis de la ligue de natation en 1966 dont il est le premier président, a donné son nom à la piscine municipale de Rivière-Salée.
- Arnold Daly (né en 1921), fils de Jim Daly et neveu des deux précédents, conseiller de gouvernement gaulliste (UNR puis UD, 1967-1972), président de la Chambre de commerce et d'industrie de Nouvelle-Calédonie en 1976, à l'origine de la rénovation de l'aéroport international de Nouméa-La Tontouta et le début de la construction de la voie de dégagement ouest, le nom de la rue principale du quartier de Ouémo à l'est de Nouméa porte son nom.
- Robert « Bob » Daly (né en 1931), attaché de direction de la société Barrau, a donné son nom à un mur d'escalade du quartier de Magenta.
- Nathalie Daly (née en 1960), fille du précédent, journaliste de télévision et de radio, responsable d'émissions à RFO puis Nouvelle-Calédonie 1re, notamment présentatrice régulière du journal télévisé.
- Valérie Laroque-Daly, sœur de la précédente et fille de Bob Daly, conseillère municipale « Avec nous, ça va changer » de Nouméa (depuis 2014).
- Pascale Daly (née en 1963), sœur des deux précédentes et fille de Bob Daly, conseillère municipale « Changer, c'est capital » de Nouméa (2008-2014).
- Mickaël « Mike » Daly (né en 1951), fils de Henri Daly, directeur de sociétés (magasin Marlène).
- Dominique Daly (née Lecourtier en 1951), épouse du précédent, diététicienne, directrice de sociétés (La Restauration française), cadre du MEDEF en Nouvelle-Calédonie, président du Fonds social de l'habitat (2003-2005), élue Rassemblement-UMP au Congrès et à l'assemblée de la Province Sud (2009-2014).
- Jacques Daly (né en 1952), fils de Henri Daly et frère de Mickaël Daly, directeur de sociétés d'import-export, médaillé aux Jeux du Pacifique en natation.

### La famille de Greslan
Une des principales représentantes de la « colonisation bourbonnaise » (venue de La Réunion et arrivée en Nouvelle-Calédonie dans les années 1860), elle est initialement originaire de Nantes avec une tradition pour les métiers de droit depuis le XVIIe siècle. La famille de Greslan néo-calédonienne est ainsi l'une des branches descendant de Prosper de Greslan, procureur du roi puis député de La Réunion de 1849 à 1852. Si ses premiers membres ont fait souche en tant que planteurs et entrepreneurs, plusieurs personnalités issues de cette famille ont marqué la vie politique ou ont embrassé une carrière juridique. 
- Évenor de Greslan (1839-1900), fils de Prosper de Greslan, comte, arrivé en Nouvelle-Calédonie en 1863, propriétaire et gérant d'une exploitation sucrière à Dumbéa, conseiller général (1885-1889), franc-maçon fondateur de la loge locale « Union calédonienne ».
- Prosper de Greslan (1875-1930), fils du précédent, chef d'entreprise, gérant d'une briqueterie.
- Guy de Greslan (1903-1975), fils du précédent, chef d'entreprise, gérant d'une scierie.
- Frederick de Greslan (1879-1945), oncle du précédent et fils d'Évenor de Greslan, prospecteur minier.
- Évenor de Greslan (1908-1981), fils du précédent, employé de la Société Le Nickel, syndicaliste (délégué du personnel, fondateur du Syndicat autonome des mines et de l'industrie), conseiller territorial UC (1957-1972) puis MLC (1974-1977), fondateur en 1979 de la Fédération socialiste calédonienne (FSC).
- Michèle Fournier (née de Greslan en 1937), fille du précédent, peintre sur porcelaine, fonctionnaire, militante associative (présidente du foyer Bethany pour les femmes en grande difficulté sociale, permanente auprès du Secours catholique et de la Croix Rouge), adjointe RPCR au maire de Nouméa Jean Lèques chargée des affaires sociales.
- Claude Fournier (né en 1937), époux de la précédente, conseiller territorial MPC puis PSC (1972-1979), fondateur en 1979 de la FSC, secrétaire général du Congrès (1985-1995), président du club de football de L'Olympique de Nouméa et de la Fédération calédonienne de football.
- Frédéric de Greslan (né en 1964), petit-fils de Guy de Greslan, avocat engagé dans de nombreuses affaires médiatiques et souvent en opposition au RPCR, membre Calédonie ensemble du Congrès et de l'Assemblée de la Province Sud (2009-2012 et 2014-2015), membre du gouvernement de la Nouvelle-Calédonie (2012-2014), chef de l'opposition municipale à Païta (depuis 2014), ancien conseiller municipal d'opposition de Nouméa (2008-2014).
- Pascale Taurua (née en 1961), arrière-petite-fille de Frederick de Greslan et petite-nièce d'Évenor de Greslan, Miss Calédonie 1977 et Miss France 1978, artiste-peintre.

### La famille Iekawé
Famille kanak de Tiga, la plus petite des quatre îles Loyauté, elle a donné plusieurs acteurs de la vie politique et administrative de la Nouvelle-Calédonie.
- Gope Laguisse Iekawé (né en 1915), opérateur radio aux PTT et diacre protestant, membre fondateur de l'AICLF (1947-1960) puis de l'AACIL (à partir de 1960), conseiller territorial UC (1957-1958 et 1958-1967).
- Jacques Iekawé (1946-1992), fils du précédent, haut fonctionnaire (sous-préfet hors cadre en 1984, premier préfet néo-calédonien en 1990) et homme politique, militant de l'UC, du Front indépendantiste puis du FLNKS, coresponsable de la délégation néo-calédonienne au premier festival des arts du Pacifique (Suva, Fidji, 1972), coorganisateur du festival Mélanésia 2000 (Nouméa, 1975), chef par intérim du service d'études et de législation (1973-1974 et 1976-1977), chef du service du Développement et de l'Éducation de base du Territoire (1977-1981), directeur du Festival des arts du Pacifique (1981-1984), secrétaire général adjoint de la Nouvelle-Calédonie et Dépendances aux côtés d'Alain Christnacht (1982-1986), secrétaire général du conseil de gouvernement de Jean-Marie Tjibaou (1982-1984), secrétaire général de la SLN (1986-1988), secrétaire général du Territoire (1988-1990), préfet délégué pour la coopération régionale et le développement économique auprès du Haut-commissaire Bernard Grasset puis Alain Christnacht (1990-1991), secrétaire général élu (mais décédé avant son entrée en fonction) de la CPS (1991-1992), a donné son nom à un Centre administratif du gouvernement de la Nouvelle-Calédonie à Nouméa, à la centrale thermique à flamme d'Enercal à Népoui (Poya), à une rue de Nouméa qui sert d'artère principale à cinq quartiers (Montravel, Doniambo, PK4, PK6, PK7), au centre de conférence principal du siège de la CPS à Nouméa, tandis que son nom coutumier (Ieneïc) est donné au catamaran desservant Tiga.
- Bruno Saihmac Iekawé (né en 1974), fils du précédent, collaborateur politique et cadre dirigeant d'entreprise, directeur de cabinet adjoint du président Avenir ensemble puis Calédonie ensemble de l'Assemblée de la Province Sud Philippe Gomès (2004-2009), conseiller du président Calédonie ensemble du gouvernement de la Nouvelle-Calédonie Philippe Gomès (2009-2011), chef de cabinet du membre UC-FLNKS du gouvernement de la Nouvelle-Calédonie Anthony Lecren (2011-2013), chargé de mission auprès de la direction du groupe Eramet et de la SLN (depuis 2013).

### La famille Jeandot
Cette famille d'origine bourguignonne et lyonnaise arrivée dans les années 1980 gère en commun depuis 1988 la Holding Groupe Jeandot, devenu dominant dans le secteur de la concession automobile (pour les marques Kia, Suzuki, Ford, Land Rover, Jaguar, Audi, Volkswagen, Porsche, Renault, Dacia, Jeep, Ram Trucks, Opel, Fiat et Alfa Romeo) en Nouvelle-Calédonie et à Wallis-et-Futuna, mais aussi dans la finance (avec la banque de crédit Nouméa Crédit créée en 1999), l'immobilier et l'imprimerie (Nouméa rotative). Le chef de la famille, Jacques Jeandot, fait de plus figure de véritable magnat des médias néo-calédoniens depuis le rachat en 2013 d'une majorité des parts de l'ensemble des filiales du groupe Hersant Média dans l'archipel (soit le seul quotidien de la collectivité Les Nouvelles calédoniennes, la radio NRJ Nouvelle-Calédonie et le journal gratuit de petites annonces ParuVendu s'ajoutant à Le Gratuit déjà imprimé par le groupe Jeandot). La famille détient également une propriété sur les bords du canal Woodin, en face de l'île Ouen à l'extrémité sud-est du Mont-Dore et de la Grande Terre. 
- Jacques Jeandot (né en 1945), chef de la famille, président de la Holding Groupe Jeandot, également P-DG des activités bancaires, d'imprimerie et des médias, pilote amateur d'hélicoptère.
- Gilbert Jeandot (né en 1946), frère du précédent, dirigeant de sociétés immobilières, ancien gérant de l'une des concessions automobiles.
- Pascal Jeandot (né en 1958), frère des deux précédents, dirigeant de concessions automobiles (Autocal, Parking Bir Hakeim, US Auto).
- Laurent Jeandot (né en 1970), fils de Gilbert Jeandot, dirigeant de concessions automobiles (Johnston & Cie).
- Johanna Jeandot (née en 1976), fille de Jacques Jeandot, administratrice de la Holding Groupe Jeandot et vice-présidente de la Melchior SAS qui regroupe l'ensemble des activités médias et imprimerie depuis 2013 (auparavant gérante de l'imprimerie Nouméa rotative publiant Le Gratuit), ancienne présidente du Comité Miss Nouvelle-Calédonie (2007-2012).
- Claudia Töbelmann-Jeandot (née en 1975), épouse de Laurent Jeandot, animatrice de télévision (Piment Papaye, Tranches de vie), Professeur des Ecoles, Directrice de Jardin d'enfants (« ATOUT BOUT'CHOU »), créatrice et éditrice de jeux pour enfants, Conseil en création de crèches, Stagiaire en PBA (Psycho Bio Acupressure)

### La famille Kurtovitch
Les Kurtovitch de Nouvelle-Calédonie sont d'origines bosniaques, bavaroises, languedociennes et auvergnates, et ont particulièrement marqué l'histoire culturelle mais aussi politique de l'archipel depuis les années 1970.
- Yasmina Metzdorf (née Kurtovitch en 1953), institutrice, directrice de l'école publique Marcel-Carliez de Poya, ancienne maire Calédonie ensemble de Poya (de 2014 à 2020).
- Ismet Kurtovitch (né en 1954), frère de la précédente, historien, archiviste, dramaturge et homme politique, docteur en histoire contemporaine spécialisé dans l'histoire politique de la Nouvelle-Calédonie durant la Seconde Guerre mondiale et le direct après-guerre, directeur du lycée agricole privé protestant Do Neva à Houaïlou (années 1980), militant de l'UC et du FLNKS, fondateur des « Éditions populaires » (Edipop, maison d'édition visant à publier des ouvrages défendant la cause du nationalisme kanak), directeur des archives de Nouvelle-Calédonie (2000-2009).
- Nicolas Kurtovitch (né en 1955), frère des deux précédents, écrivain néo-calédonien le plus prolifique, le plus primé (prix de la prose narrative du Salon du livre insulaire d'Ouessant en 2001), le plus lu et le plus étudié en dehors de l'archipel de la fin du XXe siècle et du début du XXIe siècle, poète, romancier, dramaturge, ancien professeur de géographie au collège privé protestant de Havila à Lifou (1981-1985) puis directeur du lycée privé protestant Do Kamo à Nouméa (1985-2010), chargé de mission pour la culture et les dispositifs jeunesses auprès du président de l'Assemblée de la Province Sud (2011-2014), délégué à la culture du Rassemblement-UMP (2013-2015).
- Nicole Kurtovitch (née Jean en 1958), épouse du précédent, professeure d'espagnol au lycée privé catholique Blaise-Pascal de Nouméa, comédienne de théâtre (compagnie Kalachakra).
- Cynthia Jan (née Metzdorf en 1974), nièce des trois précédents et fille de Yasmina Metzdorf, professeure d'histoire-géographie puis cheffe de cabinet du président du gouvernement de la Nouvelle-Calédonie Philippe Germain (de 2015 à 2019), militante de Calédonie ensemble puis de Générations NC et de LREM, conseillère municipale d'opposition de Dumbéa (depuis 2020).
- Linda Kurtovitch (née en 1983), cousine germaine de la précédente, fille de Nicolas et Nicole Kurtovitch, danseuse, comédienne, chorégraphe et art-thérapeute, coordinatrice du projet « Le Pont des arts » en Nouvelle-Calédonie.
- Nicolas Metzdorf (né en 1988), cousin germain de la précédente et fils de Yasmina Metzdorf, ingénieur agronome et homme politique, fondateur du Collectif pour un drapeau commun en 2010, conseiller provincial du Sud et élu du Congrès (de 2014 à 2017 et depuis 2019), porte-parole du gouvernement de la Nouvelle-Calédonie (de 2017 à 2019), président fondateur du parti Générations NC (depuis 2019), maire LREM de La Foa (de 2020 à 2022) et député Renaissance de la 2e circonscription (2022-2024) puis de la 1re circonscription.

### La famille Lafleur
Les Lafleur sont une famille d'origine française (Lorraine) et italienne (Sicile), arrivée avec la colonisation pénale dans les années 1880, qui fait ainsi partie de la communauté « calédonienne européenne » ou « caldoche ». Elle a marqué la vie politique (surtout dans le camp anti-indépendantiste), économique (mine, industrie plastique, cimenterie, hôtellerie, restauration rapide, immobilier, équipement paramédical) et médiatique (Nouvelles Hebdo, Demain en Nouvelle-Calédonie dit DNC, Îliennes, Dimanche Matin, Radio Rythme Bleu dite RRB) de la Nouvelle-Calédonie du XXe siècle et du début du XXIe siècle. Les principales propriétés foncières liées à cette famille sont Ouaco à Kaala-Gomen, Timbia à Païta et sur le versant nord du Ouen Toro à Nouméa.
Parmi les principaux acteurs de la scène publique néo-calédonienne figurent : 
- Henri Lafleur (1902-1974) : chef d'entreprise, sénateur RI (1947-1955 et 1959-1974), élu territorial entre 1947 et 1971 où il est l'un des chefs de l'opposition à l'UC, a donné son nom à une avenue du centre-ville de Nouméa et à une rue du quartier d'Auteuil à Dumbéa.
- Jacques Lafleur (1932-2010) : fils du précédent, chef d'entreprise, député RPR puis UMP (1978-2007), président de la Région Sud puis de la Province Sud (1988-2004), président fondateur du RPCR (1977-2005) puis du RPC (2006-2010), principale figure de la politique néo-calédonienne entre 1977 et 2004.
- Isabelle Lafleur (née en 1954) : fille du précédent, chef d'entreprise (industrie plastique, imprimerie, presse), présidente du RPC de 2010 à 2017 et présidente d'honneur des Républicains calédoniens depuis 2017, conseillère municipale de Nouméa depuis 2014 et élue au Congrès et à la Province Sud de 2014 à 2019.
- Pascal Lafleur (né en 1961) : frère de la précédente et fils de Jacques Lafleur, chef d'entreprise (hôtellerie), suppléant du député Jacques Lafleur de 1993 à 1997.
- Maurice Lafleur (1898-1973) : frère de Henri Lafleur, propriétaire de mines et homme d'affaires.
- Patrick Lafleur : petit-fils du précédent, chef d'entreprise (restauration rapide, équipement paramédical).
- Claude Lafleur (né en 1930) : frère de Jacques Lafleur, éleveur de chevaux de course.
- Henri Lafleur (né en 1957) : neveu de Jacques et Claude Lafleur, ingénieur, chef d'entreprise (immobilier), ancien 1er adjoint au maire de Nouméa jusqu'en 2001.
- Coralie André (née en 1980) : fille d'Isabelle Lafleur, actrice (Plaisir de Nuire, Joie de Décevoir, Louise Michel,  Dialogue avec mon jardinier).
- Alexandre Lafleur (?), polytechnicien (X 2003), petit-neveu de Jacques Lafleur et fils d’Henry Lafleur, président Cipac Groupe, président de commission au MEDEF-NC.

### La famille Lavoix
Originaire de Dordogne et de Guyane, la famille Lavoix s'installe dans les années 1870 dans les environs de Moindou et La Foa, contribuant à la fondation de ce dernier village. Par la suite, à partir des années 1940, ils vont durablement s'implanter dans le monde économique néo-calédonien autant que dans la culture horticole et les études botaniques dans leur propriété des monts Koghis, dans les hauteurs au nord de Nouméa. C'est surtout Charles Lavoix qui va développer les affaires familiales à partir des années 1980, dans l'immobilier, la presse, le transport aérien international et surtout la grande distribution, le groupe familial possédant l'ensemble des enseignes de proximité, supermarchés et hypermarchés Casino, Géant et Leader Price de Nouvelle-Calédonie à partir de 1995, représentant en 2006 44 % de la surface de distribution dans l'archipel. En 2011, les activités de grande distribution du groupe Lavoix ont été vendues au groupe martiniquais Bernard Hayot (GBH), et la même année Charles Lavoix abandonne sa fonction de président du conseil d'administration et d'administrateur d'Aircalin. En revanche, en 2013, il se porte acquéreur de 20 % des activités médiatiques du groupe Hersant en Nouvelle-Calédonie (Les Nouvelles calédoniennes, NRJ Nouvelle-Calédonie, ParuVendu).  
- Georges Lavoix (1855-1909) : premier instituteur d'abord de Téremba pour les enfants de militaires et des colons alentour (surtout de Moindou) puis du village de La Foa à partir de 1880, il en est également le premier officier d'état-civil et préposé du bureau de poste.
- Charles Lavoix (1876-1929) : propriétaire d'une plantation de café à La Foa puis commerçant à Nouméa.
- Lucien Lavoix (1906-1993) : directeur d'une compagnie d'import-export et de commerce, botaniste amateur, fondateur en 1957 d'un jardin botanique privé sur la propriété Lavoix des Koghis, membre de la Société des océanistes.
- Charles Lavoix (né en 1946) : fils du précédent, chef d'entreprise et homme d'affaires avec ses frères Paul et Raymond(grande distribution Géant-Casino-Leader Price jusqu'en 2011, actionnaire du groupe de médias Les Nouvelles calédoniennes-NRJ Nouvelle-Calédonie depuis 2013, président d'Aircalin de 1994 à 2011, immobilier), membre fondateur du RPCR, ministre de l'Équipement, du Tourisme, des Transports et des Communications du gouvernement du territoire de Dick Ukeiwé (1984-1985), conseiller régional du Sud (1985-1989), conseiller exécutif (1988-1989), membre du Congrès et de l'Assemblée de la Province Sud (1989-1995).

### La famille Magnin
Avec des origines normandes et bordelaises, la famille Magnin a marqué l'histoire économique et de la santé en Nouvelle-Calédonie en donnant le nom à une clinique (toujours gérée par la famille), à la pointe sud de la presqu'île de Nouméa (où se trouve toujours les résidences de plusieurs membres de la famille), tout en détenant une importante propriété, Karenga, en face de l'aéroport international de Nouméa-La Tontouta au nord-ouest de Païta. 
- Arthur Magnin (1872-1954), arrivé en 1898 en Nouvelle-Calédonie comme chef mécanicien sur des bateaux de la compagnie Ballande, puis chef d'entreprise (fonderie, mécanique) et propriétaire éleveur.
- Raymond Magnin (1901-1985), fils du précédent, premier chirurgien de Nouvelle-Calédonie, fondateur et directeur de la Clinique Magnin.
- Robert Pierson (né en 1922), beau-frère du précédent, chirurgien et obstétricien à la Clinique Magnin (1956-1982), importateur et cultivateur de palmiers à Karenga.
- Jean-Jacques Magnin (né en 1951), fils de Raymond Magnin, directeur de la Clinique Magnin et de la future clinique île Nou-Magnin.
- Robert Peguilhan (né en 1963), beau-frère du précédent, administrateur de la Clinique Magnin.
- Nino Ferrer (1934-1998), neveu de Raymond Magnin et petit-fils d'Arthur Magnin, chanteur, compositeur et auteur.

### Les familles Marillier et Caillard
Liées par une alliance matrimoniale dès la fin du XIXe siècle, les familles Marillier (d'origine bourguignonne) et Caillard (d'origine normande) ont donné plusieurs hommes politiques à la Nouvelle-Calédonie.
- Jean-Baptiste Marillier (1848-1916), arrivé en 1872 pour son service militaire, commerçant à Nouméa, mineur, maire Républicain libéral et anti-Feillet de Nouméa (1895-1896), une rue de la Vallée des Colons à Nouméa porte son nom.
- Jean-Baptiste Marillier (1890-1960), fils du précédent, géomètre, chef du Service topographique du Territoire jusqu'en 1953.
- Edmond-Auguste Caillard (1885-1969), beau-frère du précédent et gendre de Jean-Baptiste Marillier père, colon planteur en Nouvelle-Calédonie à partir de 1902 (« colon Feillet ») puis dans le condominium des Nouvelles-Hébrides (artisan de la colonisation agricole dans les îles de Santo et Mallicolo), conseiller général (1922-1928).
- Paul Idoux (1915-1978), gendre de Jean-Baptiste Marillier fils, chef de laboratoire de chimie à la SLN, puis bibliothécaire et conservateur en chef de la Bibliothèque Bernheim (1952-1975), membre fondateur de la Société d’études historiques, une rue de Magenta à Nouméa porte son nom.
- Edmond Caillard (1912-1991), fils d'Edmond-Auguste Caillard, petit-fils de Jean-Baptiste Marillier père et neveu de Jean-Baptiste Marillier fils, médecin et homme politique, mobilisé durant la Seconde Guerre mondiale (Somme 1940), prisonnier des Allemands puis résistant dans la Somme et l'Oise, adjoint au maire de Saint-Just-en-Chaussée (1944-1946), cofondateur en 1946 de la Polyclinique de l'Anse Vata à Nouméa, conseiller territorial gaulliste et opposé à l'UC (1957-1962), fondateur de l'Action calédonienne (AC) en 1967, de l'UD en 1968, de l'EDS en 1972 et du RPCR en 1977, candidat aux élections législatives de 1967, une rue de la Vallée des Colons à Nouméa porte son nom.
- André Caillard (1923-1996), frère du précédent, homme d'affaires et homme politique, cofondateur en 1951 et codirigeant de l'agence immobilière Caillard & Kaddour, membre fondateur de l'EDS en 1972 et du RPCR en 1977, vice-président (et donc chef politique effectif) du conseil de gouvernement de Nouvelle-Calédonie (1977-1978), conseiller territorial (1972-1977 et 1979), conseiller économique et social pour la Nouvelle-Calédonie (1979-1984), une rue de la Vallée des Colons à Nouméa porte son nom.
- Jean-Paul Caillard (né en 1941), neveu du précédent et fils d'Edmond Caillard, médecin, militant du mouvement étudiant et homme politique, fondateur durant ses études à Paris de plusieurs organisations d'étudiants calédoniens européens de gauche (Association des étudiants de Nouvelle-Calédonie et des Nouvelles-Hébrides ou AENCNH, Association des jeunes calédoniens à Paris ou AJCP, Union des jeunesses calédoniennes ou UJC), fondateur du Parti socialiste calédonien (PSC) en 1976 et du Front indépendantiste (FI) en 1979, 1er secrétaire de la fédération locale du PS (1981-1988), candidat de la majorité présidentielle de François Mitterrand dans la 2e circonscription aux élections législatives de 1981, vice-président du comité de soutien néo-calédonien à la candidature de François Hollande à l'élection présidentielle de 2012, cofondateur de la LDH en Nouvelle-Calédonie, membre de la FOL et président de l'Amicale laïque (depuis 2013).
- Françoise Sipa-Caillard (née en 1945), épouse du précédent, Kanak de Maré, militante indépendantiste des Foulards rouges, de l'UC puis du PS local et finalement de la Dynamik unitaire Sud (DUS), présidente fondatrice de l'Union des femmes citoyennes de Nouvelle-Calédonie (depuis 1999), conseillère municipale du Mont-Dore (depuis 2014).

### La famille Mariotti
Les Mariotti sont originaires de Campile en Corse, installés en Nouvelle-Calédonie du fait de la transportation pénale et fortement liés à la petite commune de Farino dans la Chaîne centrale. Plusieurs d'entre eux ont joué un rôle de premier plan dans la vie culturelle ou politique de l'archipel. 
- Paul Louis Mariotti (1858-1927), exploitant-propriétaire agricole et commerçant, transporté au bagne en 1878, premier président de la commission municipale de Farino (1910-1927).
- Pierre Mariotti (1862-?), frère du précédent, rejoint ce dernier en Nouvelle-Calédonie en 1893, exploitant agricole à La Foa, président de la commission municipale de La Foa durant la Première Guerre mondiale.
- Félix Mariotti (1890-1980), neveu du précédent et fils de Paul Louis Mariotti, engagé volontaire pendant la Première Guerre mondiale, président de la commission municipale de Farino (1940-1961).
- Joseph Mariotti (1894-1992), frère du précédent qui reprend l'exploitation et le commerce paternel, ainsi que gendre de Gustave Cornaille père, engagé volontaire pendant la Première Guerre mondiale (Croix de Guerre), président de la commission municipale de Farino (1927-1940).
- Faustine Bernut (née Mariotti, 1900-2000), demi-sœur des deux précédents, soutien financier et moral de la carrière littéraire de son frère Jean Mariotti, de facto chef de la famille Mariotti à la mort de son frère Joseph, une rue du quartier de Normandie à Nouméa porte son nom.
- Jean Mariotti (1901-1975), demi-frère ou frère des trois précédents, employé de Hachette à Paris, l'un des écrivains les plus célèbres de l'histoire littéraire néo-calédonienne, romancier, conteur, essayiste, poète, engagé volontaire, fait prisonnier sur la ligne Maginot, évadé puis résistant à Paris pendant la Seconde Guerre mondiale, réalisateur et animateur d'émissions radiophoniques sur la littérature, vice-président de la Société des gens de lettres (1963-1975), le collège public situé entre les quartiers de l'Anse-Vata, du Receiving, du Motor-Pool et du Val-Plaisance ainsi qu'une rue du Motor-Pool à Nouméa portent son nom.
- Pierre Mariotti (1908-?), frère du précédent, officier de marine, contre-amiral, engagé dans la Seconde Guerre mondiale (campagne de Norvège, retraite de Dunkerque, deuxième bureau et FNFL), commandant de la base navale de Nouméa (1945), candidat gaulliste aux élections à l'Assemblée constituante de 1946, conseiller général (1947-1953).
- Henri « Riquet » Mariotti (1930-2014), neveu des trois précédents et fils de Félix Mariotti, propriétaire éleveur et exploitant agricole à Farino, maire gaulliste et nationaliste de Farino (1961-2001), membre fondateur de l'UD puis du Front calédonien durant les Événements puis du FN dans les années 1990.
- Pierre Mariotti (né en 1962), fils du précédent, membre FN du Congrès (1999-2004) et de l'Assemblée de la Province Sud (1999-2009), conseiller municipal de Farino (1995-2014).
- Antoine-Joseph « Tony » Mariotti (né en 1960), cousin germain du précédent et neveu de Riquet Mariotti, employé municipal à Nouméa, membre RCF du Congrès (et de l'Assemblée de la Province Sud (1995-1999).
- Réginald Bernut (1937-2021), cousin des précédents, fils adoptif de Faustine Bernut-Mariotti et de Félix Bernut (propriétaire éleveur et exploitant agricole à Robinson au Mont-Dore et à Pierrat à La Foa), neveu de Jean Mariotti, colporteur et homme politique, maire RPCR du Mont-Dore (2001-2003), conseiller provincial du Sud et élu Avenir ensemble puis Calédonie ensemble du Congrès (2004-2009).
- Alain Bernut (né en 1938), cousin germain du précédent par ses deux parents (son père, Victor Bernut, mort à Bir Hakeim en 1942, et sa mère, Olga Mariotti, étant respectivement le frère de Félix Bernut et la sœur de Faustine Mariotti), neveu de Jean Mariotti, journaliste, pamphlétaire et homme politique, fondateur de l'hebdomadaire illustré Le Journal Calédonien et du satirique et polémique La Voix du Cagou (équivalent local du Canard enchaîné) en 1964, dirigeant de plusieurs mouvements autonomistes (mais anti-indépendantistes) de centre-gauche populistes, ouvriéristes et sociaux-démocrates (Calédonie nouvelle en 1967, MPC en 1972, le PSC en 1976, le MSC en 1979) avant de rejoindre le RPCR en 1981, conseiller territorial (1967-1979), candidat aux élections législatives de 1968.
- Grégoire Bernut (né en 1972), neveu du précédent, chargé d'affaires au sein du groupe Riz de Saint-Vincent et homme politique, conseiller provincial Avenir ensemble puis FPU-Rassemblement puis Les Républicains puis Les Républicains calédoniens du Sud (2012-2019), élu du Congrès (2014-2019).
- Frédéric Angleviel (né en 1961), cousin des précédents, petit-fils de Joseph Mariotti, historien et universitaire, maître de conférences puis professeur des universités à l'Université française du Pacifique puis à l'Université de la Nouvelle-Calédonie (1988-2008), chargé de mission à la Province Sud (depuis 2009), conseiller municipal RPCR de Nouméa (2001-2008), spécialiste de l'histoire de la Nouvelle-Calédonie et de Wallis-et-Futuna.

### La famille Martin
Considérée comme la plus ancienne famille européenne à avoir fait souche en Nouvelle-Calédonie, d'origine anglaise, elle descend des huit neveux et héritiers de James Paddon, marin, beachcomber et négociant anglais tour à tour installé à Tanna, sur l'île Nou dans la rade de ce qui devient Port-de-France (future Nouméa) vers 1843 puis fondateur de la colonie de peuplement de « Paddonville » en 1859 (l'actuelle Païta, où se trouve toujours la propriété Martin à la baie Papaye). Les Martin (dont le nom se prononce toujours localement à l'anglaise, « Martine ») ont ainsi marqué l'histoire agricole, sociale et politique de l'archipel depuis la fin du XIXe siècle. 
- Frederick James Martin (1884-1968), petit-neveu de James Paddon, héritier de la propriété de ce dernier, éleveur, arbitre de boxe, participe à la Première Guerre mondiale dans l'armée australienne.
- Ronald Martin (né en 1934), fils du précédent, de la première génération de la famille à prendre la nationalité française, éleveur, maire RPCR de Païta (1983-1995), candidat malheureux à cette même fonction et avec la même étiquette contre son cousin Harold Martin en 2001.
- Albert-John « Bert » Martin (1881-1973), petit-neveu de James Paddon et cousin germain de Frederick James Martin dont il a épousé la sœur Ruby Ada Martin, directeur de la société chimique du chrome.
- Harold Martin (né en 1954), petit-fils du précédent et petit-neveu de Frederick James Martin, entrepreneur en BTP, administrateur d'organismes agricoles et surtout homme politique, signataire de l'accord de Nouméa, président du gouvernement de la Nouvelle-Calédonie (2007-2009 et 2011-2014), président du Congrès (1997-1998, 2004-2007 et 2009-2011), maire de Païta (1995-2019), président de la Région Ouest et Conseiller exécutif (1988-1989), conseiller territorial puis du Congrès (1984-2019), ancien du RPCR (1977-2001) où il a longtemps fait figure de dauphin potentiel pour Jacques Lafleur, président fondateur de L'Avenir ensemble (2004-2008 et 2009-2017) puis membre fondateur des Républicains calédoniens, militant du RPR, de l'UMP puis des Républicains, candidat divers droite aux élections législatives de 2007 et 2017 dans la 2e circonscription (battu les deux fois dès le premier tour).
- Raymond Martin (1910-2000), cousin des précédents, éleveur de chevaux, membre de la Société sportive en 1928 (vice-président en 1990), cofondateur le 24 août 1947 du club hippique de l’Étrier à Nouméa, un Prix hippique porte son nom.

### La famille Naisseline
La dynastie des Naisseline dirige la grande chefferie maréenne de Guahma (Hnaisilin) depuis le XVIIIe siècle, depuis la tribu de Nétché, et ont sous leur influence une grande partie des autres grandes chefferies de cette île. Elle a fourni plusieurs personnalités engagées dans la vie politique de l'archipel. 
- Yeiw, ancêtre semi-légendaire des Naisseline, fondateur de la chefferie de Guahma à Thuamijoce au sud-ouest, puis à Dégéné au centre-ouest et finalement à Nétché au nord-ouest.
- Naisseline Nidoïsh (mort en 1880), fils du précédent, grand-chef de Guahma (avant 1841-1880) au moment de l'arrivée des premiers teachers samoans protestants de la London Missionary Society dite LMS en 1841, converti puis protecteur des missions protestantes, couronné « roi de Maré » avec le soutien de la LMS en 1863, engagé dans les « guerres de religion » contre les missionnaires catholiques soutenus par les troupes françaises (1864, 1869-1880), exilé à Yahoué près de Nouméa (1876-1877) avant de reprendre en main l'île (reconnue comme « réserve indigène intégrale ») en échange de la reconnaissance de la prise de possession par la France. Son nom devient le patronyme de la famille à l'état-civil.
- Yeiwéné Dokucas Naisseline (1846-1916), fils du précédent, grand-chef de Guahma (1880-1916), doit accepter plusieurs remaniements des chefferies et districts maréens par l'administration coloniale et décide de l'envoi de soldats maréens pour combattre en Europe pendant la Première Guerre mondiale.
- Nawossé Naisseline (mort en 1925), frère du précédent, sert de régent pour la chefferie de son petit-neveu Henri Nawossé Naisseline (1918-1925).
- Henri Naisseline (1874-1918), neveu du précédent et fils de Yeiwéné Dokucas Naisseline, adjoint de son père (1901-1916) puis grand-chef de Guahma (1916-1918), épouse la fille d'un beachcomber anglais (Bettina Wright).
- Jean Jebez (mort en 1967), gendre du précédent, moniteur kanak et premier maire de Maré (1961-1957).
- Henri Nawossé Naisseline (1911-1973), beau-frère du précédent et fils de Henri Naisseline, coutumier et homme politique, grand-chef de Guahma (1918-1973) d'abord sous régence (1918-1936) puis de façon individuelle (1936-1973), un des premiers Mélanésiens à suivre une scolarité au Collège Lapérouse de Nouméa, premier responsable coutumier kanak à se rallier à la France Libre en 1940, lance un appel radiophonique le 16 octobre 1940 aux autres grands-chefs à faire de même, envoi des volontaires maréens combattre dans les FFL durant la Seconde Guerre mondiale, défenseur de la fin de l'indigénat et de la reconnaissance de la culture kanake, fondateur de l'éphémère Parti communiste calédonien en 1946 puis figure de l'opposition gaulliste à l'UC jusqu'à sa mort, conseiller territorial (1957-1967), une rue du quartier de Kaméré à Nouméa porte son nom.
- Sophie Polane Waia (née Naisseline, 1937-2013), fille du précédent, première personne d'origine kanak à avoir obtenu le baccalauréat en 1958, fondatrice et gérante du magasin « Chez Sophie » de la tribu de Nétché à Maré.
- Willy Némia (né en 1938), beau-frère de la précédente et gendre d'Henri Nawossé Naisseline, conseiller pédagogique, linguiste nengone, chef d'entreprise et homme politique, militant de l'UC avant 1972, conseiller territorial UMNC puis UK (1972-1977), conseiller de gouvernement RPC (1977-1978), quitte le RPCR pour fonder le Rassemblement populaire calédonien et métropolitain (RPCM) en 1979, dirigeant et fondateur de la société « Nengone Transports », académicien pour le nengone de l'Académie des langues kanak (ALK) depuis sa création en 2007.
- Nidoïsh Naisseline (1945-2015), beau-frère du précédent et fils d'Henri Nawossé Naisseline, coutumier et homme politique, grand-chef de Guahma (1973-2007), un des premiers diplômés universitaires kanaks en France (maître en sociologie), participe au mouvement étudiant de Mai 68, dirigeant fondateur du groupe révolutionnaire marxiste et identitaire kanak des « Foulards rouges » (1969-1975), membre fondateur du Palika (1975-1981) et du Front indépendantiste (1979-1984), dirigeant fondateur du LKS (1981-2015), conseiller territorial (1977-1985) puis élu du Congrès (1985-1988 et 1989-2014), conseiller régional puis provincial des îles Loyauté (1985-1988 et 1989-2014), signataire des accords de Matignon en 1988, président de l'Assemblée de la Province des îles Loyauté (1995-1999), 2e vice-président de l'Assemblée de la Province des îles Loyauté (2004-2014), président de l'office touristique provincial « Destination Îles Loyauté » (2004-2014) et de la compagnie domestique Air Calédonie (2004-2012), candidat aux législatives de 1978 et 1981 dans la 1re circonscription dite « Est » (qualifié au second tour dans une triangulaire en 1981).
- Dokucas Henri Naisseline (né en 1974), fils du précédent, coutumier, grand-chef de Guahma (depuis 2007).
- Omayra Naisseline (née Forrest en 1986), belle-sœur du précédent, conseillère provinciale des Îles Loyauté et élue LKS du Congrès (depuis 2019).
- Jean-Marie « Pa Jeannot » Gambey (v. 1925-2006), neveu par sa mère de Henri Nawossé Naisseline et cousin germain de Nidoïsh Naisseline, colporteur, commerçant, propriétaire-planteur de café, gérant de coopérative agricole, commercial d'Air Calédonie et homme politique, maire LKS de Maré (1977-1995), directeur de l'antenne de la Province des îles Loyauté à Maré (1995-1999).
- Christiane Gambey (née en 1968), nièce du précédent, femme politique, militante du LKS, participe à la création de L'Avenir ensemble en 2004, 3e vice-présidente Avenir ensemble puis « Union pour un destin commun » (UDC) de l'Assemblée de la Province Sud, membre du Congrès et présidente du GIE Nouvelle-Calédonie Tourisme Point Sud (2004-2009), rejoint l'UC et le FLNKS en 2009.

### La famille Ohlen
Arrivés depuis l'Australie (où ils vivaient depuis 1854) en 1859 avec les « colons Paddon » installés à Païta, les allemands Heinrich Ohlen (1809-1869, du Holstein) et Maria Dohrn (de Hambourg et descendante de Huguenots, 1820-1897) sont les ancêtres d'une famille influente dans la vie publique néo-calédonienne. 
- Jean Ohlen (1882-1968), petit-fils des pionniers Heinrich et Maria Ohlen, cultivateur à Ouaco, mineur, ingénieur chimiste au nickel puis percepteur à Nouméa, botaniste amateur, fondateur d'un jardin qui porte son nom désormais dans le quartier de la Vallée des Colons dans le chef-lieu, a donné également son nom à une rue de la Vallée des Colons.
- Armand Ohlen (1913-1993), fils du précédent, chef de poste du service radioélectrique local, conseiller général puis conseiller territorial UC (1954-1972), président de l'Assemblée territoriale (1957-1960 et 1966-1970), conseiller de la République IOM (sénateur, 1955-1959).
- Renée Célières (1906-1995), cousine germaine du précédent, nièce de Jean Ohlen et arrière-petite-fille des pionniers Heinrich et Maria Ohlen, dernière propriétaire privée légitime de la Maison Célières au Faubourg-Blanchot, fondatrice et bénévole au comité territorial de la Croix-Rouge.
- Charles-Hermann Ohlen (1856-v. 1930), fils des pionniers et oncle de Jean Ohlen, propriétaire à Koutio (Dumbéa) puis à Bourail, puis hôtelier à Port-Vila (Nouvelles-Hébrides).
- Frédéric Ohlen (né en 1959), arrière-petit-fils du précédent, écrivain (poète, romancier) et éditeur (fondateur des éditions L'Herbier de feu).
- Isabelle Ohlen (née en 1960), arrière-arrière-petite-fille de Charles-Hermann Ohlen, institutrice à Poindimié (1983-1995) puis femme politique, conseillère municipale « Génération calédonienne », UNCT, « Renouveau », « Citoyens pour construire », « Tous d'ici » puis Avenir ensemble de Nouméa (1995-2008), élue Avenir ensemble au Congrès et à l'Assemblée de la Province Sud (2004-2014), 1re vice-présidente du Congrès (2004-2008).

### La famille Ollivaud
Descendants d'une lignée de marins au long-cours de Loire-Atlantique, les Ollivaud sont installés en Nouvelle-Calédonie en 1875. Plusieurs d'entre eux ont marqué la vie économique (en étant actionnaires et dirigeants de la maison Barrau, aux côtés des Daly), culturelle et politique de l'archipel. 
- Jules Ollivaud (1831-1891), marin puis capitaine au long-cours, formateur de marins à Nouméa, installé à Païta puis à Nouméa.
- Généreux Ollivaud (1860-1926), fils du précédent, capitaine de cabotage pour le « Tour de côte », formateur de futurs marins puis homme d'affaires, actionnaire et dirigeant de la maison de commerce Barrau à partir de 1900.
- Gaëtan Ollivaud (1902-1972), fils du précédent, diplômé d'HEC, homme d'affaires, actionnaire et dirigeant de la maison Barrau, footballeur.
- Jacques Ollivaud (1923-2014), fils du précédent, homme d'affaires, actionnaire et dirigeant de la maison Barrau.
- Patrick Ollivaud (né en 1949), fils du précédent, chef d'entreprises et collaborateur politique, militant fondateur du RPCR, gérant du Prisunic de Nouméa puis attaché au cabinet du président de l'Assemblée de la Province Sud Jacques Lafleur (1989-2004), P-DG du groupe de la Société des hôtels de Nouméa (SHN, détenu en majorité par la Province Sud, gérant les complexes hôteliers Méridien de Nouméa et de l'île des Pins ainsi que du Sheraton de Deva ainsi que des casinos de l'archipel) depuis 2014, conseiller municipal de Nouméa (2001-2008), membre du CESE-NC (depuis 2016).
- Jean-Yves Ollivaud (né en 1950), frère du précédent, haut fonctionnaire et administrateur d'établissements publics, champion local de tennis, président de la ligue de tennis et de la Commission Sydney 2000, éleveur de cerfs à Bourail, directeur du Service des méthodes administratives et de l'informatique (SMAI) du Territoire puis directeur général de l'OPT (2003-2013, suspendu à partir de 2009).
- Jules Ollivaud (1912-1958), petit-fils du pionnier Jules Ollivaud et neveu de Généreux Ollivaud, camionneur-livreur de glace puis directeur de la Grande Glacière de Nouvelle-Calédonie, chef du détachement de la police militaire durant la Seconde Guerre mondiale, metteur en scène de théâtre (surtout Le Barbier de Séville à la Jeune-Scène en 1955), cofondateur de la FOL.
- François Ollivaud (1936-2022), fils du précédent, professeur de mathématiques à Poindimié et Bourail puis chef d'établissement scolaire public à Nouméa (principal adjoint du collège de Rivière-Salée 1976-1981 puis du collège Jean-Mariotti 1981-1988), musicien, chansonnier, imitateur et humoriste.

### La famille Païta
Le patronyme à l'état-civil de Païta, qui a donné son nom à un village et à une commune, vient d'un surnom, Pweyta, porté par le grand-chef du pays N'Umea ou Drubea (correspondant à une partie du sud-ouest de la Grande Terre, entre Païta et Nouméa voire une partie du Mont-Dore actuels), du clan dominant de la région depuis le XVIe siècle selon la tradition orale, les Kambwa Ouetcho. D'après l'ethnologue Jean Guiart, « Pweyta est un terme de respect » désignant le chef. Une autre étymologie, jugée « fantaisiste » par Jean Guiart, est invoquée au XIXe siècle par le voyageur, géographe et naturaliste Charles Lemire, mais est reprise à la fin du XXe siècle par l'un des représentants de la chefferie traditionnelle Kambwa et dirigeant indépendantiste Gabriel Païta. L'appellation ferait alors référence à une altération de l'anglais « fight » en faïta, qui aurait été pris (ou donné) comme surnom par Kuindo. Gabriel Païta, un des descendants de ce dernier, cite ainsi les origines possibles suivantes pour ce nom : « Le nom de Païta serait une simple altération de pota (ou poïta), le mot qui désigne la rivière, et qu'on peut faire précéder, en signe de respect, de Tche, l'équivalent kanak du Tui de la noblesse tongienne ou d'autres particules Ti et Si ailleurs en Océanie. Pourtant [...] il pourrait également s'agir d'une prononciation déformée du verbe anglais to fight, puisque Paddon avait affublé Kwindo, l'ancêtre belliqueux, du sobriquet de "Jack fight". Le titre était sans doute mérité, car on ne capturait pas aisément Kwindo - littéralement "la sauterelle des joncs" -, un guerrier réputé insaisissable... ». Aujourd'hui, les Païta détiennent toujours la fonction de grand-chef (bien que celle-ci ne soit pas techniquement héréditaire) du district coutumier de Païta qu'ils dirigent depuis le col de la Pirogue, et certains de ses membres revendiquent régulièrement la souveraineté sur l'ensemble du pays Drubea, contestée par d'autres clans du Sud. 
- Kuindo « Jack » Pweyta (mort en 1858), prend la chefferie à son frère aîné renversé en raison de son attitude violente et dont les enfants sont exilés (ancêtres des Wamytan de Saint-Louis), vend l'île Nou à James Paddon en 1851, « chef de la tribu de Numéa » reconnu en 1854 par les autorités coloniales en échange de la reconnaissance par le grand-chef de la prise de possession par la France de l'archipel et de la fondation de Port-de-France, mène une révolte contre les Français (1856-1857) avant de se soumettre, tué par des membres de son clan hostiles à sa capitulation.
- Jacques Kamadwa Païta (mort vers 1900), frère du précédent, grand-chef des Kambwa Ouetcho Pweyta (1858-v. 1900).
- Marc Nékwen Païta (1904-1951), petit-fils du précédent, grand-chef de Païta (v. 1930-1951), fondateur de l'UICALO en 1946.
- Gabriel Païta (1929-2011), neveu du précédent, instituteur et homme politique, conseiller territorial UC (1957-1984), président de la commission permanente de l'Assemblée territoriale (1977 et 1982-1984), secrétaire général adjoint de l'UC (1971-1977), suppléant du député UC apparenté PS de la 1re circonscription dite Est (1981-1986), conseiller territorial « Union pour la liberté dans l'ordre »-PFK (allié à la FNSC, 1985), candidat sur la liste « Union des indépendantistes » aux élections législatives de 1986, candidat « Mouvement chiraquien des démocrates-chrétiens (MCDC) » se réclamant de l'UMP et soutenu par les Vers aux élections législatives de 2002 dans la 2e circonscription, sénateur coutumier de l'aire Djubéa-Kaponé (2005-2010), président du Sénat coutumier (2005-2006), conseiller municipal de Païta, le collège de Païta-Nord porte son nom.
- Clément Wéhou Païta, cousin du précédent, grand-chef de Païta (depuis 1980), président du conseil coutumier de l'aire Djubéa-Kaponé (1999-2002).
- Ignace Djumwâ Païta, cousin des précédents, se revendique comme grand-chef du « pays N'Umea ».

### La famille Pentecost
La famille Pentecost a des origines à la fois européennes (allemandes en lien avec la famille Hagen et anglaises en descendant d'un beachcomber installé à Maré en 1887) et kanakes (des grands-chefs Naisseline de Maré, voir ci-dessus). Elle a joué ou joue un rôle de premier plan dans la vie économique - surtout dans la grande distribution (enseignes Carrefour, Champion et Magenta Discount soit 35 % de la surface totale de distribution en Nouvelle-Calédonie en 2006), mais aussi la concession automobile (en actionnaires minoritaires depuis 2010 d'une coentreprise formée avec le groupe métropolitain CFAO, pour les marques Citroën, Nissan, Mercedes-Benz, Subaru, Peugeot, Isuzu, Chevrolet), la mine (à Kouaoua, jusqu'en 1998, date de la vente après liquidation judiciaire de toutes les concessions familiales à la SMSP), la librairie, l'immobilier et l'import-export -, politique, sportive, sociale et culturelle de la Nouvelle-Calédonie. La propriété emblématique de la famille reste la résidence du Rocher à la Voile, qui domine la baie des citrons, l'Anse Vata, l'ancien hôtel Surf-Novotel et l'aquarium des lagons au sud-est de la presqu'île de Nouméa.
- Édouard Pentecost (1909-1971), métis mélanésien et européen de Maré, fils illégitime d'un notable de la colonie d'origine allemande (Tiby Hagen) et d'une métis kanak (Émely Pentecost), fondateur avec son épouse de l'empire familial (librairie, commerce, mines, concessions automobiles, brasserie), conseiller au Commerce extérieur du Territoire (1962-1967), candidat d'« Entente » de la droite libérale-conservatrice et anti-UC aux élections législatives de 1962 et 1964 (élection partielle), conseiller territorial Rascal puis Union démocratique (1967-1971), fondateur du club de football L'Indépendante, a donné son nom à un stade et à une rue de Nouméa.
- Henriette Pentecost (née Leyraud, 1916-2017), épouse du précédent, fille du maire de Nouméa Paul Leyraud (maire de 1912 à 1919), commerçante (magasin Blanc et couleurs) et femme d'affaires, codirigeante avec son époux de la librairie puis du groupe Pentecost, active dans la vie mondaine, sociale et culturelle de l'archipel[10], présidente d'honneur de l'Association de soutien au droit de mourir dans la dignité.
- Michel Pentecost (1933-2005), fils des deux précédents, homme d'affaires, P-DG du groupe familial jusque dans les années 1990, surtout actif dans la mine jusqu'en 1998, dans les travaux sur mine et dans le transport par hélicoptère, a donné son nom à la tour qui accueille le siège du groupe en centre-ville de Nouméa.
- Philippe Pentecost (1944-2015), fils d'Édouard et Henriette Pentecost et frère du précédent, homme d'affaires et homme politique qui a élargi les activités familiales vers la grande distribution, candidat divers droite (mais soutenu par les formations indépendantistes du Palika et de l'USTKE) aux élections législatives de 1997 dans la 2e circonscription (qualifié pour le second tour face à Pierre Frogier), membre RPCR du Congrès et de la Province Sud (1999-2007), pilote d'avion amateur.
- Denyse-Anne Pentecost (née Gubbay en 1948), épouse du précédent, écrivain notamment autour de l'histoire familiale (L'Appel du Pacifique, Wanachor), ancienne Miss université du New South Wales en 1967.
- Frédérique Pentecost (née en 1972), fille des deux précédents, femme d'affaires, P-DG de la holding familiale, secrétaire du bureau de la Chambre de commerce et d'industrie de Nouvelle-Calédonie.
- Édouard Pentecost (né en 1975), frère de la précédente et fils de Philippe et Denyse-Anne Pentecost, chef d'entreprise, gérant du groupe de distribution.

### La famille Pidjot
Lignage kanak originaire du nord-est de la Grande Terre (région de Pouébo, lignée Tée Bwahnu de la chefferie traditionnelle Tijin Maa ou Teê Melebeng d’Uvanu) déplacé en 1855 vers la mission de La Conception au Mont-Dore, la famille Pidjot est devenu une des dynasties les plus influentes dans la vie coutumière du Sud et dans l'échiquier politique néo-calédonien, son histoire étant tout particulièrement liée à celle de l'Union calédonienne. 
- Rock Deo Pidjot (1907-1990), chef de la tribu de La Conception (1927-1988) et homme politique, dirigeant et fondateur de l'UICALO (1946-1990), premier président de l'UC (1956-1985), député CD, PDM, RDS, RCDS, non inscrit puis apparenté au PS de la Nouvelle-Calédonie puis de l'ancienne 1re circonscription (1964-1986), conseiller général puis conseiller territorial (1953-1979), ministre de l'Économie rurale au Conseil de gouvernement de Nouvelle-Calédonie (1957-1962) puis vice-président (et donc chef politique de l'exécutif territorial) du Conseil de gouvernement (1962-1964), président de l'Assemblée territoriale de Nouvelle-Calédonie (1976-1977), conseiller de la Région Sud et du Congrès du Territoire (1985), une rue de La Conception au Mont-Dore porte son nom.
- Philémon Boula Pidjot (1912-1975), frère du précédent, porte-parole du clan Pidjot de La Conception, homme politique, conseiller de gouvernement UC (1972-1975), une rue de La Conception au Mont-Dore porte son nom.
- Scholastique Pidjot (née Togna, 1914-1984), belle-sœur du précédent et épouse de Rock Pidjot, présidente fondatrice du Mouvement des femmes pour un souriant village mélanésien (1974-1984).
- Joseph Goanetcha Pidjot (1934-2010), fils de la précédente et de Rock Pidjot, chef de la tribu de La Conception (1988-2010), président du Conseil consultatif coutumier (1993-1996), président du Conservatoire de l'igname (1996-2010), militant de l'UC.
- Marie-Luce Pidjot (née Wamytan en 1940), épouse du précédent, présidente du Mouvement des femmes pour un souriant village mélanésien (depuis 1984) et catéchiste à La Conception.
- Jean-Rock Pidjot (né en 1963), fils des deux précédents,  chef de la tribu de La Conception (depuis 2012), conseiller municipal UC-FLNKS du Mont-Dore (2011-2014).
- Rock Wamytan (né en 1950), cousin germain du précédent et petit-fils par sa mère de Rock Pidjot, issu par son père du clan Kamboa Ouétcho dominant une partie de l'aire Djubéa, chef coutumier et homme politique indépendantiste de premier plan, grand-chef de la tribu de Saint-Louis et du district du Pont des Français (depuis 1989), signataire de l'accord de Nouméa, président unitaire du FLNKS (1995-2001), président de l'UC (1999-2001), conseiller provincial du Sud et élu du Congrès (1989-1999, 2001-2002 et depuis 2009), président du Congrès (2011, 2011-2012, 2013-2014 et depuis 2019), membre du gouvernement de la Nouvelle-Calédonie (1999-2001 et 2002-2004), conseiller municipal du Mont-Dore (1989-2001).
- Léon Wamytan (né en 1962), frère du précédent, juriste, anthropologue et haut fonctionnaire, premier docteur en droit public kanak en 2013, spécialisé dans l'évolution de la place des Mélanésiens dans le droit français, secrétaire général adjoint du gouvernement de la Nouvelle-Calédonie (depuis 2011).
- Georgette Pidjot (1949-2010), cousine des deux précédents, fille de Philémon Pidjot et nièce de Rock Pidjot, speakerine puis cadre à RFO devenu Nouvelle-Calédonie 1re (1966-2010).
- Raphaël Pidjot (1960-2000), frère de la précédente, homme politique et chef d'entreprise, militant de l'UC et du FLNKS, signataire des accords d'Oudinot (1988), P-DG de la SMSP (1990-2000), une rue du quartier de Kaméré à Nouméa porte son nom.
- Charles « Charly » Pidjot (1962-2012), frère des deux précédents, homme politique, signataire des accords d'Oudinot (1988) et de Nouméa (1998), conseiller provincial FLNKS du Sud et élu du Congrès (1999-2004), président de l'UC (2007-2012).
- Anthony Lecren (né en 1970), neveu des trois précédents, petit-fils par sa mère de Philémon Pidjot et petit-neveu de Rock Pidjot, chargé d'affaires dans une banque et homme politique, trésorier de l'UC, membre du gouvernement de la Nouvelle-Calédonie (2011-2017).

### La famille Ponga
Famille kanake de Kouaoua, plusieurs de ses membres ont marqué la vie économique, associative et politique de ce village minier, de la côte Est et plus largement de la Nouvelle-Calédonie.
- Ourari Ponga, membre fondateur en 1947 de l'AICLF et en 1956 de l'UC.
- Théophile Ponga (v. 1945-1992), fils du précédent, fondateur en 1977 du RPCR, conseiller régional de l'Est (1988-1989) puis conseiller provincial du Nord (1991-1992) et membre du Congrès (1988-1989 et 1991-1992).
- Maurice Ponga (né en 1947), frère du précédent, instituteur de l'enseignement privé protestant et homme politique, président du comité d'éthique du Rassemblement-UMP puis Rassemblement-Les Républicains (depuis 2013), conseiller provincial RPCR puis Rassemblement-UMP du Nord (1996-1999 et 2004) et membre du Congrès (1996-1999), membre RPCR puis Rassemblement-UMP du gouvernement de la Nouvelle-Calédonie (1999-2009), suppléant du député RPR puis UMP de la 2e circonscription Pierre Frogier (1997-2007), député européen PPE pour la section Pacifique de la circonscription Outre-Mer (2009-2019).
- Léontine Ponga (née Wema à Houaïlou en 1952), belle-sœur du précédent et épouse de Théophile Ponga, animatrice de centre de vacances liée à l'enseignement privé protestant et femme politique, présidente du Conseil des femmes du territoire et de l'association des femmes pour le développement économique en milieu rural, conseillère municipale RPCR puis Rassemblement-UMP de Kouaoua (2001-2014), conseillère économique et sociale de Nouvelle-Calédonie (2005-2009), vice-présidente du Rassemblement-UMP (2006-2012 et 2014-2015), suppléante du député UMP de la 2e circonscription Pierre Frogier (2007-2011), conseillère provinciale du Nord et membre du Congrès (2009-2004), suppléante du sénateur Les Républicains Pierre Frogier (depuis 2017).
- Alcide Ponga (né en 1975), fils de la précédente et de Théophile Ponga, directeur des affaires externes de la société métallurgique et minière Koniambo Nickel (qui gère l'usine du Nord à Vavouto, Voh) et homme politique, maire Rassemblement-UMP puis Rassemblement-Les Républicains de Kouaoua (depuis 2014), président du Rassemblement (depuis 2022), conseiller provincial du Nord et élu du Congrès (de 2019 à 2025) et président du gouvernement de la Nouvelle-Calédonie (depuis 2025).

### Les familles Porcheron et Vergès
Toutes ces familles descendent d'un républicain parisien d'origine bourguignonne, Eugène Porcheron, obligé de fuir la répression des journées de Juin 1848, installé à Sydney en 1852 puis définitivement en Nouvelle-Calédonie sur les conseils d'un ami rencontré en Australie, Jean Vergès, à partir de 1856, avant de se faire rejoindre par sa femme et ses enfants en 1860. Comptant des propriétaires-éleveurs, des fonctionnaires, des commerçants et plusieurs personnalités ayant fait carrière dans les professions libérales, ces familles ont eu régulièrement une importance dans la vie publique locale. Elles ont des origines bourguignonnes (Porcheron), pyrénéennes (Vergès) et irlandaises (descendants d'Arthur Porcheron et de Jean Édouard Vergès).  
Famille Porcheron
- Eugène Porcheron (1816-1883), courtier, commissionnaire, colon-éleveur au Port-Despoints à l'est de la presqu'île de Port-de-France (devenue Nouméa en 1866), premier maire élu de Nouméa (1882-1883), un des créateurs de la loge maçonnique locale Union calédonienne, du premier corps de pompier de la ville et président fondateur de La Fraternelle (1867-1883, seule société de secours mutuelle de l'archipel jusque dans les années 1940), une rue du Quartier-Latin de Nouméa porte son nom.
- Arthur Eugène Porcheron (1846-1916), fils du précédent, mineur, colon-éleveur à la Ouaménie (Boulouparis), membre du comité consultatif des mines et du comité de l'instruction publique, maire Républicain anticlérical et anti-Feillet de Nouméa (en 1896 et vice-président d'une délégation spéciale municipale en 1899), conseiller général (1898-1904).
- Armand Porcheron (1850-1909), frère du précédent et fils du pionnier Eugène Porcheron, mineur puis colon-éleveur à Nouméa, membre du comité consultatif des mines et du conseil privé du gouverneur, président de La Fraternelle (1883-1909), Vénérable de la Loge Union calédonienne, fondateur de la société de mutualité scolaire militant pour l'instruction publique et laïque la Petite Cavé calédonienne et de la section néo-calédonienne des Prévoyants de l'avenir (pour les retraités), membre de la Libre pensée calédonienne, conseiller municipal Républicain anticlérical et anti-Feillet de Nouméa (1892-1895 et 1902-1909), 2e puis 1er adjoint aux maires de Nouméa Charles Loupias (1902-1907) puis Louis-Alexandre Gex (1908-1909).
- John Armand Porcheron (1896-1956), fils du précédent, secrétaire général de la mairie de Nouméa, fondateur et directeur de la Fanfare (Harmonie municipale, 1927-1956).
- Charles Porcheron (1917-1944), petit-fils d'Arthur Eugène Porcheron, footballeur, engagé volontaire du Bataillon du Pacifique durant la Seconde Guerre mondiale, tué à Toulon en 1944, compagnon de la Libération à titre posthume.
- Willi Porcheron (1918-1980), frère du précédent, footballeur, basketteur, engagé volontaire du Bataillon du Pacifique durant la Seconde Guerre mondiale, gérant du sanatorium du col de la Pirogue.
- Willy Porcheron (né en 1950), fils du précédent, architecte et maître d'œuvre (immeubles, villas) à Nouméa depuis 1976, fondateur dans les années 1970 du mouvement centriste et autonomiste « Avenir Jeune Calédonie » (AJC) puis de la FNSC en 1979.
- Ernest Porcheron (1911-1987), exploitant minier à Saint-Louis.
- Monique Dunoyer (née Porcheron, née en 1939), fille du précédent, chef du personnel à RFO, consule honoraire de Suisse à Nouméa.
- Philippe Dunoyer (né en 1968), fils de la précédente, fonctionnaire et homme politique, porte-parole de Calédonie ensemble (depuis 2008), député UDI puis Renaissance de la 1re circonscription (depuis 2017), porte-parole du gouvernement de la Nouvelle-Calédonie (2009-2011 et 2016-2017), membre du gouvernement (2011-2014), président de la commission permanente du Congrès et conseiller provincial du Sud (2014-2016), 3e adjoint au maire de Nouméa Sonia Lagarde (2014-2017).

Famille Vergès
- Jean (Marie) « John » Vergès (1832-1905), gendre d'Eugène Porcheron qu'il a fait venir en Nouvelle-Calédonie, un des premiers Français à avoir fait souche car lui-même installé dans l'archipel en 1854 ou 1855, originaire des Hautes-Pyrénées, chercheur d'or en Australie, colon-éleveur à la « Vallée des Colons » (actuel Magenta) à l'est de Port-de-France puis Nouméa ainsi qu'à Boulouparis, propriétaire et conducteur de la malle-poste et diligence dite « Patache à Vergès » reliant Nouméa à La Foa à partir de 1873, propriétaire d'une laiterie à Nouméa, membre du premier conseil municipal de Port-de-France en 1859, a donné son nom à une rue de la Vallée des Colons.
- Jean (Édouard) Vergès (1865-1903), fils du précédent, stockman sur la propriété de son beau-père Pierre Soulard à La Tamoa, entrepreneur d'un service de calèche à Nouméa, président du Champ de Course de Nouméa, conseiller général (1895-1898).
- Louise Vergès (née Soulard, 1873-1963), épouse du précédent et fille du colon-éleveur de La Tamoa Pierre Soulard (ancien soldat originaire de Maine-et-Loire) ainsi que de l'irlandaise Ann-Jane Timmins, institutrice, directrice des internats catholiques de Fonwhary puis de Nouméa, une des pionnières de l'enseignement en Nouvelle-Calédonie, une école de Tindu (Ducos) à Nouméa porte son nom.
- Jean (Pierre) Vergès (1899-1964), fils des deux précédents, vétérinaire, créateur du premier service vétérinaire local en 1927, chargé du Service de l'Agriculture de la Nouvelle-Calédonie (1942-1958, à ce poste il sauve le cheptel néo-calédonien d'une invasion de tique et organise un service de collecte des viandes appelé Office de commercialisation et d'entreposage frigorifique ou OCEF), président du syndicat des éleveurs, conseiller privé du gouverneur, éleveur et entraîneur de chevaux de course, la quarantaine de Nouvelle-Calédonie porte son nom.
- Jean (Édouard) « Petit Jean » Vergès (1928-1990), fils du précédent, chirurgien-dentiste, initiateur des premières campagnes de prévention et de sensibilisation à la santé buccodentaire dans l'intérieur et les îles, P-DG de la Société des bains de mer qui assure la gestion du premier Casino de l'archipel à l'Anse Vata, membre fondateur du Rotary Club de Nouvelle-Calédonie, éleveur au Mont-Mou.
- Michel Vergès (1898-1964), petit-fils du pionnier Jean (Marie) Vergès, notaire, engagé volontaire durant la Première Guerre mondiale, un des meneurs de l'insurrection qui a provoqué le ralliement de la Nouvelle-Calédonie à la France Libre en 1940, candidat gaulliste aux élections législatives de 1945.

### Les familles Tjibaou et Wetta
Les familles Tjibaou, des chefs coutumiers catholiques des tribus de Wérap (district de Hienghène) ou de Tiendanite (district de Tendo) à Hienghène dans l'aire Hoot ma Whaap, et Wetta, protestants de la tribu de Tchamba-Naweta dans la commune et le district coutumier de Ponérihouen au pays Paicî, sont liées par le mariage de Jean-Marie Tjibaou et de Marie-Claude Wetta. Elles ont donné plusieurs personnalités de premier plan à la vie politique et culturelle de la Nouvelle-Calédonie, actives dans la reconnaissance d'une identité, d'une culture et finalement d'une nation kanakes. 
Famille Wetta
- Doui Matayo Wetta (1917-1980), beau-père de Jean-Marie Tjibaou, infirmier et homme politique, dirigeant fondateur de l'AICLF (1947-1980), membre fondateur de l'UC (1953-1960) puis une des figures de la droite gaulliste et anti-UC après 1960, fondateur de l'Action calédonienne en 1964, de l'UD en 1968, de l'EDS en 1972 et du RPCR en 1977, conseiller général puis conseiller territorial (1953-1957, 1962-1967), ministre au conseil de gouvernement chargé de l'Assistance aux coopératives et de l'Information (1957-1958), des Relations publiques, de la Coopération et de l'Éducation de base (1958-1959) et de l'Intérieur, des Relations publiques, de la Coopération et de l'Éducation de base (1959-1962), premier maire de Ponérihouen (1961-1971), traducteur en langue kanake du jeu scénique Kanaké - Les symboles de l'histoire kanake pour le festival Mélanésia 2000 (Nouméa, 1975), a donné son nom à une rue du quartier d'Auteuil à Dumbéa.
- Henri Wetta (1946-1991), fils de ce dernier, agent technique de l'aviation civile, athlète (médaillé aux Jeux du Pacifique Sud en lancer de marteau et de disque) et homme politique, fondateur du RPCR en 1977, candidat RPR aux élections législatives de 1981 dans la 1re circonscription dite « Est » (qualifié pour le second tour dans une triangulaire), seul conseiller RPCR du conseil de gouvernement Tjibaou chargé de la Santé et de l'Administration pénitentiaire (« à titre personnel » mais avec l'autorisation de la direction de son parti, qui siège normalement dans l'opposition, 1982-1984), 1er vice-président de l'Assemblée territoriale (1984-1985), conseiller régional « Rassemblement paix et coutume » du Nord et 2e vice-président RPCR du Congrès (1985-1988), président de la Région Est et Conseiller exécutif (1988-1989), conseiller provincial du Nord et 2e vice-président du Congrès (1989-1991), conseiller municipal de Ponérihouen (1983-1991), secrétaire et fondateur de l'association Teasoa chargée de gérer le plan gouvernemental d'aide à l'habitat social dans le Nord-Est puis dans l'ensemble du Nord (1983-1989), signataire des accords de Matignon-Oudinot, une rue du quartier de Val-Plaisance à Nouméa porte son nom.
- Marie-Claude Tjibaou (née Wetta en 1949), sœur du précédent et épouse de Jean-Marie Tjibaou, fonctionnaire, athlète (médaillée aux Jeux du Pacifique Sud en lancer de poids), administratrice d'établissements culturels publics et femme politique, militante de l'UC, du Front indépendantiste (1979-1984) et du FLNKS (depuis 1984), fondatrice d'« Ouverture citoyenne » en 2009, coorganisatrice sous la direction de son époux du festival Mélanésia 2000 (Nouméa, 1975), secrétaire du Fonds d'aide et de développement de l'Intérieur et des Îles (FADIL) puis de l'Organisme de développement de l'Intérieur et des Îles (ODIL, 1976-1985), première présidente du conseil d'administration de l'ADCK et donc du Centre culturel Tjibaou (1989-2012), présidente du Comité organisateur du IVe Festival des Arts Mélanésiens (Nouvelle-Calédonie, 2000), présidente fondatrice de l'association « Violences sexuelles » (depuis 1992), vice-présidente de l'association pour la protection contre les abus d’alcool (APAA), membre du comité économique et sociale de Nouvelle-Calédonie (1991-1999) puis du conseil économique et social national en tant que représentante de la Nouvelle-Calédonie (1999-2004) puis comme personnalité qualifiée (2004-2009), conseillère municipale de Hienghène (1995-2000), candidate FLNKS aux élections sénatoriales de 2001, tête de liste PS pour la section Pacifique de la circonscription Outre-Mer aux élections européennes de 2014.

Famille Tjibaou
- Jean-Marie Tjibaou (1936-1989), époux de la précédente, prêtre réduit à l'état laïc (1965-1971), ethnologue, fonctionnaire territorial et homme politique, principal initiateur et meneur du mouvement nationaliste et indépendantiste kanak, principal organisateur du festival Mélanésia 2000 (Nouméa, 1975), militant de l'UICALO (1973-1989), vice-président (1977-1986) puis président de l'UC (1986-1989), président fondateur du Front indépendantiste (1979-1984) puis du FLNKS (1984-1989), maire de Hienghène (1977-1989), conseiller territorial (1977-1982), vice-président (et donc chef politique effectif) du conseil de gouvernement (1982-1984), président du Gouvernement provisoire de Kanaky (GPK, 1984-1989), président de la Région Nord ainsi que membre du Congrès et du Conseil exécutif (1985-1988), signataire des accords de Matignon-Oudinot (1988), assassiné par un militant indépendantiste opposé aux accords, a donné son nom au Centre culturel Tjibaou tandis que des rues ont été baptisées en son honneur dans plusieurs communes françaises (Avignon, Bondy, Bourges, Champigny-sur-Marne, Héricourt dans la Haute-Saône, Lanester, Montpellier, Saint-Martin-d'Hères, Vigneux-sur-Seine, Sainte-Anne en Martinique ou Sainte-Suzanne à La Réunion).
- Jean-Philippe Thii Tjibaou (1975-2022), fils des deux précédents, sculpteur traditionnel, président des CEMEA en Nouvelle-Calédonie Pwärä Wäro.
- Emmanuel Tjibaou (né en 1976), frère du précédent, linguiste en langues kanak, poète, administrateur d'établissements culturels publics et homme politique, directeur de l'ADCK et donc du Centre culturel Tjibaou (2011-2022), député UC de la 2e circonscription de Nouvelle-Calédonie (depuis 2024).
- Pascal Tjibaou (né en 1980), frère des deux précédents, comédien (Le Bal du gouverneur) et chargé de mission pour l'association d'aide aux porteurs de projets économiques Initiative NC, militant de l'UC et du FLNKS, secrétaire de l'Association Jeunesse Kanaky Monde (AJKM).

### La famille Ukeiwé
La famille Ukeiwé appartient au clan des Api Angajoxu (littéralement « petits-fils du grand-chef »), apparentés au grand-chef de Loessi à Lifou, dans les îles Loyauté. Elle est fortement impliquée dans la vie politique de l'archipel, dans le camp gaulliste et anti-indépendantiste.
- Dick Ukeiwé (1928-2013), moniteur kanak et homme politique, enseignant, opérateur radio et infirmier à Tiga (1948-1957), conseiller territorial UC puis AICLF (1957-1961), fondateur en 1962 de la fédération locale de l'UNR avant de participer à la création en 1968 de l'UD, syndicaliste à la SLN (1961-1972), conseiller territorial UD, RPC puis RPCR (1972-1979, 1982-1983 et 1984), président de l'Assemblée territoriale (1975-1976 et 1977-1978), vice-président (et donc chef politique effectif) du conseil de gouvernement (1979-1982), président du gouvernement du Territoire (1984-1985), président du Conseil exécutif (1985-1989), président du Congrès et conseiller régional du Centre (1985-1988), conseiller régional de l'Ouest (1988-1989), sénateur RPR (1983-1992), député européen RDE (1989-1994), signataire des accords de Matignon-Oudinot en 1988, président fondateur du « Mouvement des Calédoniens et Loyaltiens libres » (MCLL, 1993-1999), candidat aux élections législatives de 1993 et 1997 dans la 1re circonscription, soutien de la fondation du MPC en 2013.
- Bernard Ukeiwé (1953-2008), fils du précédent, enseignant dans la tribu de Mu à Lifou, footballeur (équipe de Nouvelle-Calédonie, 1972-1981), cadre du service de la jeunesse et des sports de Lifou (1975-2008) et homme politique, conseiller municipal RPCR de Lifou (1986-1995), conseiller régional RPCR des îles Loyauté et membre du Congrès (1988-1989), militant d'UNCT puis d'Alliance (1995-2004), vice-président du Rassemblement-UMP (2006-2008), suppléant du député UMP de la 1re circonscription Gaël Yanno (2007-2008), 5e adjoint au maire Rassemblement-UMP de Nouméa Jean Lèques, chargé des sports (2008).
- Gilles Ukeiwé (né en 1959), frère du précédent, chef d'établissement (principal du collège de La Foa 2006-2013 puis du collège George-Beaudoux à Nouméa 2013-2018 puis proviseur du lycée polyvalent des Îles Williama-Haudra à Lifou 2018-2022 puis du lycée Lapérouse de Nouméa depuis 2022) et homme politique, conseiller municipal UCF-MPC puis Les Républicains-Rassemblement (2014-2020).
- Eugène Ukeiwé (né en 1962), frère des deux précédents, agent administratif de la Province Sud et homme politique, vice-président du MPC (2013-2016) puis militant du Rassemblement (2016-2019) et finalement de Calédonie ensemble (depuis 2019), président UCF puis Les Républicains puis Rassemblement puis Calédonie ensemble de la commission de l'environnement de l'Assemblée de la Province Sud (2014-2019).
- Marie-Laure Ukeiwé (née en 1984), sœur des trois précédents, membre du CESE-NC (depuis 2021), militante du Rassemblement-LR, 6e adjointe au maire de Dumbéa chargée de la cohésion sociale et de la solidarité (depuis 2020), doctorante en sociolinguistique à l'Université de la Nouvelle-Calédonie (depuis 2018), chargée de mission pour la politique éducative et l'accompagnement du PENC à la direction de l'éducation de la Province Sud (depuis 2021).

### La famille Vendégou
Selon la tradition kanak, cette dynastie coutumière kanak remonterait à une famille de migrants venus de Lifou, à la fois d'origines mélanésiennes et polynésiennes, les Ti Téré, qui auraient unifié les huit tribus jusqu'alors indépendante de l'île des Pins au XVIIIe siècle. Détenteurs de la fonction de grands-chef des Kunié (nom kanak de l'île des Pins et de ses habitants) et installés à Vao, plusieurs personnalités issues de cette famille ont également été investies dans la vie politique. 
- Trouru Vâdëku Kwattè Micüwaét (v. 1775-1845), 5e grand-chef des Kunié selon la tradition orale (jusqu'en 1845), exilé par son père à Lifou avant qu'il ne le fasse tuer, fait la guerre aux clans du Sud de la Grande Terre, demande la venue de deux teachers protestants samoans, Noa et Taniela, en 1840, avant de les expulser en 1842, a des relations difficiles avec les santaliers européens. Son nom Vâdëku va servir ensuite de patronyme à l'état-civil pour ses descendants.
- Philippo Apikaoua (mort vers 1870), neveu du précédent, régent du grand-chef (1855-1870).
- Wêeji Jérôme Yenuhmu Apikaoua (mort vers 1870), cousin germain du précédent et neveu de Trouru Vâdëku Kwattè Micüwaét, régent du grand-chef (1855-1870).
- Wacumé Vâdëku (mort en 1850), cousin germain des deux précédents et fils de Trouru Vâdëku Kwattè Micüwaét, régent du grand-chef (1845-1850).
- Jean-Philippe « Jimmy » Këëwa Vâdëku (v. 1821-1855), neveu du précédent et petit-fils de Trouru Vâdëku Kwattè Micüwaét, grand-chef des Kunié (1845-1855), d'abord sous la régence de son oncle (1845-1850) puis seul (1850-1855), converti au catholicisme en 1848, autorise l'installation définitive des missionnaires maristes et reconnaît la prise de possession de l'île des Pins par la France en 1853.
- Corona Hortense Kanejö Vendégou surnommée « la reine Hortense » (v. 1848-1900), fille du précédent, première Mélanésienne à savoir lire et écrire le français, fait office de grand-chef des Kunié sous régence (1855-1870) puis sans en avoir le titre (1870-1883), doit faire face à un important conflit de succession menés par deux de ses grands-oncles non convertis au christianisme (1855-1856) puis s'oppose aux autorités coloniales qui veulent installer un bagne à l'île des Pins en expulsant l'ensemble des Kuniés (obtient finalement le partage de l'île avec l'administration pénitentiaire), la grotte d’Oumagni au centre de l'île où elle s'était réfugiée en 1855-1856 porte son nom.
- Samuel Kwaneye Vendégou (mort en 1882), cousin et époux de la précédente, cousin germain de Jean-Philippe Këëwa Vâdëku et petit-fils de Trouru Vâdëku Kwattè Micüwaét, grand-chef des Kunié (1870-1882).
- Kwaneye Paca Vâdëku (mort après 1856), oncle du précédent, grand-oncle d'Hortense Vendégou et fils de Trouru Vâdëku Kwattè Micüwaét, un des chefs du parti non-catholique révolté contre Hortense et le régent Jérôme en 1855-1856, se soumet.
- Abel Vendégou (v. 1840-1926), fils du précédent, adopté par sa cousine Hortense Vendégou, grand-chef des Kunié (1883-1926).
- Cotthi Vâdëku (mort en 1856), oncle du précédent, grand-oncle d'Hortense Vendégou et fils légitimé de Trouru Vâdëku Kwattè Micüwaét (fils métis d'une des épouses de ce dernier avec un beachcomber européen), un des chefs du parti non-catholique révolté contre Hortense et le régent Jérôme en 1855-1856, tué par soldat français durant la révolte.
- Samuel Trouru Vendégou (mort après 1927), petit-fils du précédent et fils adoptif du grand-chef Abel Vendégou, grand-chef des Kunié (1926-1927).
- Guillaume Këëwa Vendégou (mort en 1968), fils du précédent et prétendant à la fonction de grand-chef des Kunié (1927-1968), premier maire UC de l'île des Pins (1961-1968).
- Jean-Marie Trouru Vendégou (mort en mer en 1976), fils du précédent et prétendant à la fonction de grand-chef des Kunié (1974-1976), soutenu par l'UC.
- Barthélémy Kwaneye Vendégou (1903-1974), cousin du précédent, arrière-petit-fils de Trouru Vâdëku Kwattè Micüwaét et petit-neveu de Kwaneye Paca et Cotthi Vâdëku, adjoint au grand-chef (1926-1927) puis grand-chef des Kunié (1927-1974).
- Hilarion Vendégou (1941-2020), fils du précédent, coutumier, enseignant (instituteur à Moindou, Hienghène et Koné) et homme politique, grand-chef des Kunié (1974-2020, officiellement intronisé en 1979), président du conseil coutumier de l'aire Djubéa-Kaponé (2002-2008), conseiller municipal UC de Koné (1970-1974), conseiller municipal RPCR puis Rassemblement-UMP puis Rassemblement-Les Républicains de l'île des Pins (1983-2020), maire de l'île des Pins (1989-2014 et 2015-2020), conseiller provincial du Sud et 3e Vice-président du Congrès (2009-2011), sénateur UMP puis Les Républicains (2011-2017).
- Laura Vendégou, fille du précédent, cadre de Vale Inco Nouvelle-Calédonie et femme politique, membre du Rassemblement-Les Républicains, conseillère provinciale du Sud et élue du Congrès (depuis 2019).
- Samuel Vendégou, cousins des précédents, issu d'une branche installée à Goro (Yaté), secrétaire de la mairie de l'île des Pins puis de Païta, soutien de Jean-Marie Trouru Vendégou contre Hilarion Vendégou, maire UC de l'île des Pins (1983-1989).
- Sarah Vendégou (née en 1960), cousine des précédents, enseignante (institutrice à Yaté et Nouméa), conseiller municipale UC de l'île des Pins (1983-1989), maire UC-FLNKS (2014-2015).
- Guillaume Këëwa Vendégou (né vers 1966), cousin des précédents, retraité de la police, grand-chef des Kunié (depuis 2022).

## Personnalités religieuses

### Personnalités catholiques
Vicaires apostoliques puis archevêques de Nouméa
- Mgr Guillaume Douarre (1810-1853),  mariste auvergnat, cofondateur des premières missions catholiques en Nouvelle-Calédonie (1843), vicaire apostolique (1847-1853).
- Mgr Pierre Rougeyron (1817-1902), mariste auvergnat, cofondateur des premières missions catholiques en Nouvelle-Calédonie (1843), vicaire apostolique (de facto 1853, officiellement 1855-1873), a donné son nom à une rue de La Conception au Mont-Dore.
- Mgr Pierre-Ferdinand Vitte (1824-1883), mariste bourguignon, vicaire apostolique ((1873-1880).
- Mgr Alphonse-Hilarion Fraysse (1842-1905), mariste aveyronnais, vicaire apostolique (1880-1905).
- Mgr Claude-Marie Chanrion (1865-1941), mariste du Rhône, vicaire apostolique (1905-1937), a donné son nom à une rue de Kaméré à Nouméa.
- Mgr Paul-Marie-Édouard « Édoardo » Bresson (1884-1967), mariste lozérien, vicaire apostolique (1937-1956), initiateur de la création de l'UICALO en 1946.
- Mgr Pierre-Paul-Émile Martin (1910-1987), mariste parisien, vicaire apostolique (1956-1966), puis archevêque (1966-1972).
- Mgr Eugène Klein (1916-1992), missionnaire du Sacré-Cœur alsacien, archevêque (1972-1981).
- Mgr Michel-Marie Calvet (né en 1944), mariste bourguignon, archevêque (1981-2025), vice-président de la Fédération des conférences épiscopales d'Océanie (FCBCO).
- Mgr Susitino Sionepoe (né en 1965), mariste wallisien, archevêque (depuis 2025).

Évêques ayant servi en Nouvelle-Calédonie
- Mgr Ghislain de Rasilly (né en 1943), mariste angevin, membre puis responsable des communautés apostoliques de la côte Est (1973-1995), aumônier des étudiants et lycéens à Nouméa (1995-2003), vicaire principal des maristes d'Océanie à Suva (Fidji, 2003-2005), évêque de Wallis-et-Futuna (2005-2018).
- Mgr Jean-Yves Riocreux (né en 1946), prêtre en Nouvelle-Calédonie (1974-1986), curé de la cathédrale Saint-Joseph de Nouméa (1979-1986), évêque de Pontoise (2003-2012) puis de Basse-Terre et Pointe-à-Pitre (depuis 2012).

Missionnaires et prêtres
- Jean-Baptiste Vigouroux (1816-1898), mariste auvergnat, cofondateur des premières missions catholiques en Nouvelle-Calédonie (1851-1898), cosignataire de la prise de possession de l'archipel par la France en 1853.
- Xavier Montrouzier (1820-1897), mariste montpelliérain, cofondateur des premières missions catholiques en Nouvelle-Calédonie (1846-1854), premier curé de Nouméa et aumônier du bagne (1854-1897), botaniste, a donné son nom à une rue de La Conception au Mont-Dore.
- Benoît Forestier (1821-1906), mariste auvergnat, cofondateur des premières missions catholiques en Nouvelle-Calédonie (1848-1864), cosignataire de la prise de possession de l'archipel par la France en 1853, linguiste.
- Roch Apikaoua (né en 1955), premier prêtre kunié, curé de Thio (1985-1987), de La Conception au Mont-Dore (1988-1990), de l'église du Vœu à Nouméa (1990-2001), vicaire général de l'archidiocèse (depuis 1997) et administrateur de la cathédrale Saint-Joseph de Nouméa (depuis 2001).

### Personnalités protestantes
Teachers océaniens de la LMS (Natas et Hna'miatr)
- Taniela, missionnaire samoan de la LMS, tente d'évangéliser sans succès l'île des Pins en 1840 puis évangélisateur de Maré en 1841.
- Paoo ou Fao qatr en drehu (v. 1800-1860), missionnaire tongien de la LMS originaire des îles Cook, évangélisateur de Lifou (1842-1860).

Pasteurs de la SMEP
- Maurice Leenhardt (1878-1954), pasteur montalbanais de la SMEP en Nouvelle-Calédonie (1902-1926), fondateur de la mission de Do Néva à Houaïlou, ethnologue et universitaire (1942-1954), une rue de l'Anse-Vata à Nouméa porte son nom.
- Marc Lacheret (1909-1993), originaire de Gironde, pasteur à Nouméa et responsable des missions de la SMEP en Nouvelle-Calédonie (v. 1935-1956) puis pasteur de Béthanie à Lifou (1956-1993), fondateur de l'AICLF en 1947, de l'UC en 1953 et de l'Église évangélique en Nouvelle-Calédonie et aux îles Loyauté (ÉÉNCIL) en 1958, rival de Raymond Charlemagne, beau-père du maire de Nouméa de 1986 à 2014 Jean Lèques, une rue du Haut-Magenta à Nouméa porte son nom.
- Raymond Charlemagne (1914-2007), originaire d'Île-de-France, archiviste, pasteur de la mission de Do Néva (1947-1957) puis de la tribu de Nedivin à Houaïlou (1958-1988), fondateur et autorité morale de l'AICLF (1947-1988), membre fondateur de l'UC (1953-1960) puis opposant à cette dernière, quitte la SMEP pour fonder l'Église évangélique libre de Nouvelle-Calédonie en 1958.

## Personnalités du monde culturel, intellectuel et médiatique

### Sciences humaines et sociales
- Maurice Leenhardt (1878-1954), ethnologue, introduit l'enseignement de langues kanak l'École nationale des langues orientales vivantes (ENLOV, actuel INALCO).
- Pierre Métais (1906-1999), instituteur en Nouvelle-Calédonie puis ethnologue spécialiste des sociétés mélanésiennes et plus particulièrement kanakes, premier détenteur de la chaire d'ethnologie de l'université de Bordeaux (1953-1976).
- Jean Guiart (né en 1925), ethnologue et anthropologue spécialiste des arts et des religions de Nouvelle-Calédonie et du Vanuatu, directeur d'études de religions du Pacifique à l'École pratique des hautes études (EPHE) et professeur d'ethnologie générale à la Sorbonne (1968-1973), professeur d'ethnologie au Muséum national d'histoire naturelle et directeur du laboratoire d'ethnologie du Musée de l'Homme (1973-1988), fondateur des éditions Le Rocher-à-la-voile en 1997.
- Jacqueline de La Fontinelle (née en 1933), linguiste et ethnologue spécialiste de l'ajië (ou houaïlou), professeur puis professeur émérite de langues océaniennes à l'INALCO (depuis 1973).
- Françoise Ozanne-Rivierre (1941-2007), linguiste spécialiste des langues d'Ouvéa (iaai, fagauvea), de Hienghène (fwâi, pije, jawe, nemi) et du nyelâyu, chargée de recherches au LACITO-CNRS.
- Alban Bensa (1948-2021), anthropologue spécialiste du peuple kanak, directeur d'études à l'École des hautes études en sciences sociales (EHESS) et collaborateur au journal en ligne En attendant Nadeau.
- Michel Aufray (1949-2007), linguiste spécialiste de linguistique comparative austronésienne et de littérature orale, maître de conférences puis professeur de linguistique et littérature du Pacifique à l'INALCO (1984-2007).
- Paul de Deckker (1950-2009), anthropologue, ethnologue et historien d'origine belge, spécialiste du Pacifique insulaire, maître de conférences (Lecturer) puis professeur des universités successivement en sociologie à l'université d'Auckland (1977-1983), en histoire à l'université Paris-VII et en civilisation océanienne à l'INALCO (1983-1986), en Anthropologie sociale et culturelle à l'université Bordeaux-II (1988-1991), à l'université française du Pacifique (1992-1999) puis à l'université de la Nouvelle-Calédonie (1999-2009), chargé de mission à Tahiti pour la création de l'université française du Pacifique (1986-1988) puis premier président de l'université de la Nouvelle-Calédonie (2000-2005), directeur fondateur de la Maison de la Mélanésie à Nouméa (2008-2009) qui a pris son nom après son décès.
- Léonard Sam (né en 1953), instituteur puis professeur d'histoire-géographie et linguiste spécialiste du drehu, professeur certifié puis maître de conférences en langues et cultures régionales à l'université de la Nouvelle-Calédonie (depuis 2003), également homme politique de Calédonie ensemble, conseiller provincial du Sud (depuis 2009) et élu du Congrès (2009-2014 et depuis 2016), président par intérim du Congrès (2011), conseiller municipal du Mont-Dore (depuis 2014).
- Ismet Kurtovitch (né en 1954), historien et archiviste, spécialiste de l'histoire politique de la Nouvelle-Calédonie durant la Seconde Guerre mondiale et le direct après-guerre, également homme politique. Voir plus haut : « La Famille Kurtovitch ».
- Charles Washetine (né en 1956), enseignant et sociologue spécialiste de l'éducation et de la formation professionnelle des populations mélanésiennes, chercheur au sein de l'ORSTOM (1991-1998), directeur du centre culturel Yeiwéné-Yeiwéné (1998-1999), et homme politique du FLNKS-UNI-Palika, conseiller provincial des îles Loyauté et élu du Congrès (1999-2004 et depuis 2014), membre du gouvernement de la Nouvelle-Calédonie (2004-2009).
- Claire Moyse-Faurie, linguiste spécialiste des langues kanak (drehu, xârâcùù) et polynésiennes (fagauvea, wallisien, futunien), directrice de recherche au LACITO.
- Emmanuel Kasarhérou (né en 1960), historien et conservateur de musées, président du musée du Quai Branly - Jacques-Chirac depuis 2020.
- Frédéric Angleviel (né en 1961), historien spécialiste de l'histoire contemporaine (sociale, politique et religieuse) de la Nouvelle-Calédonie et de Wallis-et-Futuna, vacataire, maître de conférences puis professeur d'histoire contemporaine à l'université française du Pacifique puis à l'université de la Nouvelle-Calédonie (1988-2008), conseiller municipal RPCR de Nouméa (2001-2008). Voir plus haut : « La Famille Mariotti ».
- Jean-Christophe Gay (né en 1962), géographe spécialiste de la géographie humaine (discontinuités spatiales, espaces du tourisme et des loisirs, France d'Outre-mer et Pacifique insulaire), codirecteur scientifique et principal auteur de L'Atlas de la Nouvelle-Calédonie (prix du livre scientifique lors du 15e Salon du livre insulaire d’Ouessant, 2013).
- Dominique Barbe, historien spécialiste de l'histoire du christianisme (Bas-Empire romain et Haut Moyen Âge) et de l'histoire du Pacifique, maître de conférences en histoire des mondes antiques et médiévaux à l’université de la Nouvelle-Calédonie.

### Sciences naturelles et physiques
- Eugène Vieillard (1819-1896), naturaliste, explorateur et botaniste, spécialiste des plantes de Nouvelle-Calédonie.
- Émile Deplanche (1824-1875), médecin de marine, botaniste et entomologiste, spécialiste de la faune et de la flore de Guyane et de Nouvelle-Calédonie.
- Benjamin Balansa (1825-1891), explorateur et botaniste, directeur du Jardin d'acclimatation de Nouméa (1868-1872).
- Jules Garnier (1839-1904), ingénieur des mines, géologue, chimiste, historien, ethnologue et industriel, chef du service des mines de Nouvelle-Calédonie (1863-1866), découvreur des premiers gisements de nickel dans l'archipel, a contribué au lancement de son exploitation, a donné son nom à un terme générique désignant plusieurs espèces nickélifères (garniérite) et à un lycée polyvalent de Nouméa (à Nouville).
- Gaston Bourret (1875-1917), médecin bactériologiste, responsable du laboratoire de bactériologie de l’hôpital (1917), a donné son nom à un hôpital puis au Centre hospitalier territorial (CHT) de Nouvelle-Calédonie.
- René Catala (1901-1988), entomologiste et biologiste marin, fondateur en 1946 de l'Institut français d’Océanie (IFO, devenu ensuite en 1964 l'antenne locale de l'ORSTOM puis en 1998 de l'IRD) et en 1956 de l'aquarium de Nouméa, découvreur de la fluorescence de certains coraux.
- Jacques Barrau (1925-1997), ethnobotaniste, spécialiste des plantes alimentaires d'Océanie, chef de service de l'Agriculture de la Nouvelle-Calédonie (1947-1952), chargé de recherche et directeur de la section « Développement économique » à la Commission internationale du Pacifique Sud (1952-1964), détaché comme conseiller technique au cabinet du haut commissaire de la République dans le Pacifique qui est également gouverneur de la Nouvelle-Calédonie (1966-1971).
- Yves Magnier (né en 1938), océanographe spécialiste des récifs coralliens et des nautiles, chercheur à l'ORSTOM à Nouméa (1961-1969 et 1974-1977) et à Madagascar (1969-1974), directeur de l'aquarium de Nouméa (1977-1984), également homme politique, fondateur du RPCR, vice-président et porte-parole du gouvernement du Territoire (1984-1985), conseiller régional du Sud puis conseiller de la Province Sud et membre du Congrès (1985-1995, 1999 et 2001-2004), membre du gouvernement de la Nouvelle-Calédonie (1999-2001), conseiller municipal du Mont-Dore (1989-2014), 1er adjoint au maire du Mont-Dore Réginald Bernut (2001-2003).
- Édouard Hnawia (né en 1958), maître de conférences habilité à diriger des recherches (HDR) en chimie à l'Université de la Nouvelle-Calédonie (UNC, depuis 1990), spécialisé en pharmacochimie, en ethnopharmacologie et ethnobotanique, tout particulièrement sur la connaissance et la valorisation des potentialités des remèdes utilisés en médecine traditionnelle kanak, représentant délégué de l'IRD dans le Pacifique (depuis 2017).
- Jean-Yves Bigot (1956-2018), physicien expérimentateur, Directeur de Recherches au CNRS, à l’IPCMS, Université de Strasbourg (1990-2018), post-doctorat à Bell Labs, New Jersey, Etats-Unis (1988-1989), chercheur invité à l’Université de Berkeley, Californie, Etats-Unis (1990-1996), expert de l’optique femto-seconde, qu’il a appliqué à la physique de la matière condensée, à la biophysique, aux polymères et au nanomagnétisme, fondateur de la première conférence dédiée au magnétisme ultra-rapide, lauréat du prix Louis Ancel de la Société Française de Physique - SFP (2000), médaille d’argent du CNRS (2008), lauréat du European Research Council (2009), lauréat du grand prix Jean Ricard de la SFP (2016).

### Littérature
- Georges Baudoux (1870-1940), généralement considéré comme le premier auteur néo-calédonien, nouvelliste, romancier, conteur et essayiste, surtout publié après sa mort, a donné son nom à un collège de Nouméa (Artillerie).
- Marie Nervat (1874-1909, pseudonyme de Marie Chabaneix née Caussé), poétesse, écrit avec son mari Jacques Nervat (pseudonyme de Paul Chabaneix).
- Francis Carco (1886-1958), écrivain, poète, journaliste et parolier natif de Nouméa (Grand prix du roman de l'Académie française en 1922 pour L'Homme traqué).
- Philippe Chabaneix (1898-1982), journaliste, poète, critique littéraire natif de Nouméa, ami du précédent et fils de Marie Nervat.
- Alain Laubreaux (1899-1968), écrivain, journaliste et critique littéraire natif de Nouméa, militant d'extrême-droite, condamné à mort par contumace en 1947 pour faits de collaboration pendant la Seconde Guerre mondiale.
- Jean Mariotti (1901-1975), romancier, conteur, poète, essayiste natif de Farino, a fortement marqué l'histoire littéraire de la Nouvelle-Calédonie, a donné son nom à un collège de Nouméa (dans le quartier de l'Anse Vata).
- Pierre Gilh (né en 1925), écrivain, résidant en Nouvelle-Calédonie depuis 1970.
- Apollinaire Anova (1929-1966), prêtre, généralement considéré comme le premier écrivain kanak, a donné son nom à un lycée privé catholique de Païta.
- Jean-Marie Tjibaou (1936-1989), dramaturge, conteur et essayiste, également homme politique, chef de file du camp indépendantiste de 1977 à 1989, a donné son nom au Centre culturel Tjibaou à Nouméa (Tina). Voir plus haut : « Les Familles Tjibaou et Wetta ».
- Pierre Maresca (né en 1941), journaliste et essayiste, également homme politique non-indépendantiste, militant du RPCR.
- Jean-Claude « Gaby » Briault (né en 1947), journaliste et essayiste, également homme politique non-indépendantiste, militant du RPCR.
- A. D. G. (1947-2004), romancier (roman noir), journaliste et scénariste (Prix Mystère de la critique en 1977 pour L’otage est sans pitié), homme politique qui a participé à la création de la fédération néo-calédonienne du Front national en 1984.
- Didier Daeninckx (né en 1949), romancier (roman noir), nouvelliste, essayiste et scénariste, a écrit plusieurs livres sur la Nouvelle-Calédonie à partir de 1998, auteur engagé proche du communisme.
- Déwé Gorodey ou Gorodé (1949-2022), poétesse, nouvelliste, romancière, essayiste et conteuse traditionnelle kanake, également femme politique indépendantiste, militante du FLNKS, de l'UNI et du Palika, membre du gouvernement de la Nouvelle-Calédonie chargée de la culture de 1999 à 2019 (elle a été vice-présidente du gouvernement de 2001 à 2009).
- Ismet Kurtovitch (né en 1954), dramaturge, également historien et archiviste et militant indépendantiste. Voir plus haut : « La Famille Kurtovitch » et « Sciences humaines et sociales ».
- Nicolas Kurtovitch (né en 1955), frère du précédent, écrivain néo-calédonien le plus prolifique, le plus primé (prix de la prose narrative du Salon du livre insulaire d'Ouessant en 2001), le plus lu et le plus étudié en dehors de l'archipel de la fin du XXe siècle et du début du XXIe siècle, poète, romancier, dramaturge, ancien professeur de géographie au collège privé protestant de Havila à Lifou (1981-1985) puis directeur du lycée privé protestant Do Kamo à Nouméa (1985-2010), chargé de mission pour la culture et les dispositifs jeunesses auprès du président de l'Assemblée de la Province Sud (2011-2014), délégué à la culture du Rassemblement-UMP (2013-2015). Voir plus haut : « La Famille Kurtovitch ».
- Bernard Berger (né en 1957), auteur de bande dessinée (scénariste et dessinateur), surtout connu pour la série La Brousse en folie (depuis 1983).
- Frédéric Ohlen (né en 1959), poète, nouvelliste et romancier, fondateur des éditions L'Herbier de feu en 1998.
- Catherine Laurent (née en 1962), poétesse, romancière et dramaturge, installée en Nouvelle-Calédonie depuis 1993.
- Pierre Gope (né en 1966), dramaturge (Les Champs de la Terre au Festival d'Avignon en 2006) et poète.
- Enguerrand Guépy (né en 1974), romancier natif de Nouméa.
- Paul Wamo (né en 1981), poète, surtout slameur, rappeur et auteur-compositeur-interprète de Kanéka. Voir plus bas : « Musique ».

### Arts plastiques et visuels
- Marcel Pétron (1927-1998), artiste-peintre, décorateur, aquarelliste, héraldiste (auteur du blason de la ville de Nouméa), publicitaire (auteur de l'affiche du festival Mélanésia 2000) et militant associatif pour la défense du patrimoine néo-calédonien (notamment des maisons coloniales), a donné son nom à une rue de Nouméa (quartier de Kaméré).
- Gemmanick (née Gemma Annick Edmonde Harbulot en 1937), artiste-peintre symboliste.
- Lucien Adjé (né en 1952), ou simplement Adjé, sculpteur d'origine franco-palestinienne, installé à Nouméa depuis 1969.
- René Boutin (né en 1958), artiste-plasticien et sculpteur contemporain.
- Ito Waïa (né en 1959), sculpteur, artiste-peintre, plasticiens et photographe.
- Mathieu Venon (né en 1970), artiste-peintre et affichiste, installé en Nouvelle-Calédonie depuis 1995.
- Jean-Philippe Thii Tjibaou (né en 1975), fils de Jean-Marie Tjibaou, sculpteur traditionnel, président des CEMEA en Nouvelle-Calédonie Pwärä Wäro. Voir plus haut : « La Famille Tjibaou ».
- Vladimir Violette, sculpteur, originaire de Moindou.
- Jean-Marie Ganeval, sculpteur, ancien élève des beaux-arts à Paris, installé en Nouvelle-Calédonie (2003-2016).
- Johannes Wahono (né en 1960), artiste peintre, illustrateur, caricaturiste.

### Musique, chant, danse
- François Ollivaud (1936-2022), musicien, chansonnier, imitateur et humoriste, également professeur de mathématiques à Poindimié et Bourail puis chef d'établissement scolaire public à Nouméa (principal adjoint du collège de Rivière-Salée 1976-1981 puis du collège Jean-Mariotti 1981-1988). Voir plus haut : « La Famille Ollivaud ».
- Gurejele, groupe de kaneka originaire de Maré, formé en 1991 par Dick et Hnatr Buama.
- Edou (né Édouard Wamai), auteur-compositeur-interprète (kanéka, world music, reggae) originaire de Lifou, meneur du groupe Mexem, un temps rattaché au groupe de Lucky Dube.
- Tim Sameke (né en 1964), auteur-compositeur-interprète (kanéka, world music) originaire de Lifou, danseur, chorégraphe, organisateur de festival, animateur radio, longtemps attaché à la troupe de danse traditionnelle We Ce Ca.
- Sthan Kabar-Louët (né en 1979), danseur et chorégraphe, ancien membre de la compagnie de Maurice Béjart, fondateur de la compagnie Karbal Nouméa Ballet, chorégraphie de cérémonies officielles (jubilé de Christian Karembeu, cérémonie de clôture des Jeux du Pacifique de 2011).
- Tyssia (née Tyssia Gatuhau en 1980), auteur-compositeur-interprète (world music, variété, soul, jazz, folk), lauréate pour la Nouvelle-Calédonie du concours « 9 semaines et un jour » organisé par France Ô en 2008, interprète de la chanson officielle des Jeux du Pacifique de 2001 lors de la cérémonie d'ouverture.
- Paul Wamo (né en 1981), auteur-compositeur-interprète (slam, rap, Kanéka), également poète. Voir plus haut : « Littérature ».
- Linda Kurtovitch (née en 1983), fille de Nicolas Kurtovitch, danseuse, comédienne, chorégraphe et art-thérapeute, coordinatrice du projet « Le Pont des arts » en Nouvelle-Calédonie. Voir plus haut : « La Famille Kurtovitch ».
- Romain Dumas (né en 1985), chef d'orchestre et compositeur natif de Nouméa, chef associé des Orchestres de Jeunes Alfred Loewenguth à Paris.
- Simane (Né Simane Wenethem), slameur, danseur.
- Julia Paul, auteur, compositeur, interprète, actrice
- Gulaan,

### Cinéma, télévision, radio, spectacle
- François Ollivaud (1936-2022), musicien, chansonnier, imitateur et humoriste, également professeur de mathématiques à Poindimié et Bourail puis chef d'établissement scolaire public à Nouméa (principal adjoint du collège de Rivière-Salée 1976-1981 puis du collège Jean-Mariotti 1981-1988). Voir plus haut : « La Famille Ollivaud ».
- Éliane Fogliani (née Obry en 1939), plus connue sous le nom de Mamie Fogliani, considérée comme une autorité concernant la cuisine locale, restauratrice à Farino, ancienne présentatrice d'émissions de cuisine à la télévision locale et auteur de plusieurs livres de recette.
- Marie-France Cubadda (née en 1947), reporter, animatrice de télévision et de radio, présentatrice en semaine du Journal de 20 heures de TF1 en alternance avec Bruno Masure (1986-1987), puis du 20h de La Cinq en semaine en alternance avec Guillaume Durand puis le week-end (1987-1990), journaliste à RFO Nouvelle-Calédonie puis Nouvelle-Calédonie 1re (2004-2012).
- Octave Togna (né en 1947) : ouvrier syndicaliste puis militant indépendantiste de l'Union calédonienne, journaliste de radio et administrateur d'institutions culturelles, fondateur et premier directeur de Radio Djiido (1985-1998), directeur général de l'ADCK (1989-2006), membre du CES puis CESE-NC (2005-2015) puis du CESE national (depuis 2015), sénateur coutumier pour l'aire Djubéa-Kaponé (2010-2015).
- Sonia Boyer (née en 1948, plus connue aujourd'hui sous son nom d'épouse, Lagarde), speakerine de la télévision locale dans les années 1970, puis commerçante et femme politique non-indépendantiste, maire de Nouméa (depuis 2014).
- Georgette Pidjot (1949-2010) : speakerine puis cadre de production à la télévision locale de 1966 à 2010. Voir plus haut : « La Famille Pidjot ».
- Joseph Caihe (1950-2021), animateur du festival Mélanésia 2000 en 1975, journaliste, animateur et cadre à la télévision locale (1976-2015), premier présentateur kanak du journal télévisé de la chaîne, également connu pour avoir été l'un des principaux commentateurs sportifs du Tour de Nouvelle-Calédonie, directeur régional de RFO Wallis-et-Futuna (2002-2005), engagé auprès du parti non-indépendantiste Calédonie ensemble en 2017, membre du CESE-NC (2016-2021).
- Nicole Waïa (1953-2013) : journaliste et animatrice sur la station radiophonique indépendantiste Radio Djiido (1987-1999), puis femme politique indépendantiste à l'Union calédonienne.
- Wallès Kotra (né en 1956), journaliste audiovisuel à RFO puis Outre-Mer première, directeur régional de RFO Nouvelle-Calédonie (1995-1998) puis de Nouvelle-Calédonie 1re (depuis 2011), ancien directeur régional de RFO Polynésie (2002-2004), ancien directeur de l'antenne de France Ô (2007-2011), auteur de plusieurs documentaires et ouvrages d'entretiens, président du conseil d'administration de l'ADCK (depuis 2012).
- Gonzague de La Bourdonnaye(né en 1964), journaliste à RFO, présentateur du journal télévisé pendant plus de 20 ans, rédacteur en chef TV (2005-2009) de Télé Nouvelle Calédonie . Auditeur du dialogue social NC, membre du Conseil d'administration de l'ADCK (depuis 2012) et membre du comité d'éthique de la Nouvelle-Calédonie.
- Nicole Kurtovitch (née Jean en 1958), épouse de Nicolas Kurtovitch, professeur d'espagnol au lycée privé catholique Blaise-Pascal de Nouméa, comédienne de théâtre (compagnie Kalachakra). Voir plus haut : « La Famille Kurtovitch ».
- Sabine « Sam » Kagy, actrice (Chez Nadette, Foudre), metteur en scène, directrice de casting, également conseillère municipale de la majorité du maire Sonia Lagarde à Nouméa (depuis 2014).
- Claudia Töbelmann-Jeandot (née en 1975), mannequin, animatrice de télévision et radio (Piment Papaye, Tranches de vie), institutrice, directrice d'école privée (« À tout bout d'chou »), écrivain de livres pour enfants et éditrice de jeux. Voir plus haut : « La Famille Jeandot ».
- Marithé Siwene (née en 1980), humoriste, comédienne (Chez Nadette, compagnie de théâtre « Pacifique et Compagnie »), danseuse.
- Kingtäz (né Quentin Joubert en 1990), humoriste, vidéaste et ingénieur du son.
- Marielle Karabeu, animatrice de télévision et actrice dans la série O.P.J.
- Falai Huedrö née le 12 octobre 1985 à Nouméa. Stagiaire Journaliste à Océane FM, elle se forme 3 ans à l'école de journalisme de Toulouse avec Cadres Avenir. Après une petite période au sein de NC 1ère elle intègre l'équipe de NCTV en 2015 (CALEDONIA aujourd'hui). En 2016, elle occupe le poste de rédactrice en chef avant d'être rédactrice en chef pendant 7 ans. Journaliste politique, elle présentera le JT et de nombreuses émissions politiques. En 2023, elle devient journaliste indépendante et proposera des services de média training, de formations de journalisme, de réalisation de portrait vidéo "Toile de vie".

## Personnalités du sport
- Wanaro « Bill » N'Godrella (1949-2016), joueur de tennis professionnel, quart-de-finaliste en simple de l'Open d'Australie (1973) et demi-finaliste en double mixte de Roland-Garros avec Nathalie Fuchs (1974), quadruple médaillé aux Jeux du Pacifique (1975, 1979, 1983 et 1987).
- Jacques Zimako (1951-2021), footballeur international (ailier gauche), champion de France avec l'AS Saint-Étienne (1981).
- Antoine Kombouaré (né en 1963), footballeur (défenseur central) puis entraîneur de football (RC Strasbourg 2003-2005, Valenciennes FC 2005-2009, PSG 2009-2012, Al-Hilal FC 2012-2013, RC Lens 2013-2016, EA Guingamp depuis 2016), champion de France 1994 en tant que joueur avec le PSG, vainqueur de la Coupe de France en tant que joueur (1993, 1995) puis en tant qu'entraîneur (2010) avec le PSG.
- Robert Teriitehau (né en 1966), véliplanchiste (funboard), triple champion du monde indoor, vice-champion du monde toutes catégories (1995).
- Charles Baou (né en 1966), boxeur, champion du monde de poids welters de la WBF (2000-2002).
- Christian Karembeu (né en 1970), footballeur international (milieu de terrain), champion de France 1995 avec le FC Nantes, vainqueur de la Ligue des champions 1998 avec le Real Madrid, champion du monde 1998 et d'Europe 2000 avec l'équipe de France, parrain de plusieurs institutions sportives ou caritatives (promoteur de la FIFA pour l'Océanie, parrain des Jeux du Pacifique de 2011 et de l'opération pièces jaunes), consultant sportif.
- Félicia Ballanger (née en 1971), coureuse cycliste (piste) installée en Nouvelle-Calédonie depuis sa retraite sportive, championne olympique de vitesse (1996, 2000) et du 500 m (2000), championne du monde de vitesse et du 500 m (1995, 1996, 1997, 1998, 1999), également femme politique non-indépendantiste, conseillère municipale RPC puis LRC de Nouméa (depuis 2014).
- Laurent Gané (né en 1973), coureur cycliste (piste), champion du monde de vitesse (1999, 2003), de keirin (2003), de vitesse par équipes (1999, 2000, 2001 et 2004), champion olympique de vitesse par équipes (2000), militant non-indépendantiste proche du MPC à Dumbéa.
- Patrick Vernay (né en 1973), triathlète, vice-champion du monde longue distance par équipes (2001, 2003), quadruple vainqueur de l'Ironman Australie (2007, 2008, 2009, 2010).
- Yann Hnautra (né en 1973), membre de la troupe de parkour des Yamakasi, acteur (Yamakasi).
- Marc Apelé (né en 1974), bandoïste (boxe birmane, boxe pieds-poings, naban, aka), champion du monde de full-contact poids super-moyens pour la WKA 2005 puis 2006 et la ISKA en 2008.
- Vitolio Tipotio (né en 1975), athlète (lancer du javelot), vice-champion d'Europe (2007), médaillé d'or aux Jeux méditerranéens (2005).
- Robert Sassone (1978-2016), coureur cycliste (piste), champion du monde (2001) et d'Europe (1999) de l'américaine.
- Diane Bui Duyet (née en 1979), nageuse (papillon 50 et 100 m), vice-championne d'Europe en petit bassin pour le 100 m papillon en 2008 et 2009, trente-deux fois médaillée d'or en cinq participation aux Jeux du Pacifique (en 1991, 1995, 1999, 2003 et 2007, elle est l'athlète la plus titrée de l'histoire de ces jeux jusqu'en 2015), titulaire du record du monde de natation dames du 100 mètres papillon en petit bassin (2009-2014), ambassadeur pour l'organisation des Jeux du Pacifique de 2011, 6e adjointe au maire de Nouméa Sonia Lagarde depuis 2014.
- Vu Duc Minh Dack (né en 1982), karatéka (kata individuel), vice-champion du monde 2012 et vice-champion d'Europe 2013 et 2016 de kata individuel.
- Lara Grangeon (née en 1991), nageuse (quatre nages, papillon), vice-championne d'Europe élites de 200 m papillon en petit bassin (2015), trente-six fois médaillée d'or aux Jeux du Pacifique en trois participations (2007, 2011 et 2015), championne de France de 200 m papillon (2011, 2012, 2014, 2015, 2016, 2017), de 200 m 4 nages (2011 et 2016) et de 400 m 4 nages (2009, 2010, 2011, 2012, 2015 et 2016), co-porte-drapeau de la délégation néo-calédonienne aux Jeux du Pacifique de 2011.
- Sébastien Vahaamahina (né en 1991), joueur international de rugby à XV (deuxième ligne), champion de France et vice-champion d'Europe avec l'ASM Clermont Auvergne (2017).
- Jenna Cinedrawa (née en 1991), surfeuse, médaillée d'or aux Jeux du Pacifique de 2011, porte-drapeau de la délégation néo-calédonienne aux Jeux du Pacifique Sud de 2007.
- Ramses Thimoumi (né en 1996), boxeur élite international, vice champion du pacifique et médaillé d’argent aux Jeux du Pacifique de 2019 à Samoa, sur l’île de Savai’i.

## Chefs d'entreprise et hommes d'affaires
- Lucien Bernheim, fondateur de la société Le Chrome, mécène de la Bibliothèque Bernheim.
- André Ballande, Henry Loste, Hervé Loste, Louis Ballande et Armand Ballande : voir plus haut, « La Famille Ballande ».
- Henri Lafleur, Jacques Lafleur, Isabelle Lafleur, Pascal Lafleur, Patrick Lafleur : voir plus haut, « La Famille Lafleur ».
- Édouard Pentecost, Henriette Pentecost, Philippe Pentecost : voir plus haut, « La Famille Pentecost ».
- Jacques Jeandot : voir plus haut, « La Famille Jeandot ».
- Charles Lavoix : voir plus haut, « La Famille Lavoix ».
- André Dang Van Nha (né en 1936), administrateur d'entreprises et homme d'affaires, P-DG de la SMSP (depuis 2000).
- Didier Leroux (né en 1946), chef d'entreprises, Office calédonien de distribution pharmaceutique (OCDP, répartiteur pharmaceutique), Nouméa Gros SA (grossiste pharmaceutique), Société française de Navigation Nouvelle-Calédonie (Sofrana NC, agent maritime, consignataire de navire et manutentionnaire portuaire du port autonome de Nouméa), groupe Saint-Vincent (entreprise agroalimentaire, riz, farine, aliments pour animaux), également homme politique non-indépendantiste (fondateur de l'UNCT, d'Alliance, de L'Avenir ensemble, de la fédération locale du MoDem, des Républicains calédoniens).
- Louis Kotra Uregei (1951-2022) dit LKU ou Loulou, chef d'entreprises (aconage, manutention portuaire, transport maritime), syndicaliste (fondateur de l'USTKE) et homme politique indépendantiste (président fondateur du Parti travailliste).
- Wilfried Maï, rouleur sur mine, « petit mineur » et chef d'entreprise (Mai Kouaoua Mines MKM), également militant indépendantiste de l'UC.
- Raphaël Pidjot (1960-2000), neveu du député Rock Pidjot, chef d'entreprise, P-DG de la SMSP (1990-2000), également militant de l'UC et du FLNKS, signataire des accords d'Oudinot (1988), une rue du quartier de Kaméré à Nouméa porte son nom. Voir plus haut : « La Famille Pidjot ».
- Samuel Hnepeune (né en 1960), fonctionnaire et administrateur de sociétés, P-DG de la compagnie Air Calédonie (président depuis 2012, P-DG depuis 2013), président du MEDEF-NC (2020-2021).
- Dominique Katrawa (né en 1962), administrateur de sociétés, président de la SLN (depuis 2017).